# Đồng Văn (huyện)
Đồng Văn là một huyện miền núi cũ thuộc tỉnh Hà Giang, đồng thời là huyện cực bắc của Việt Nam.

## Địa lý

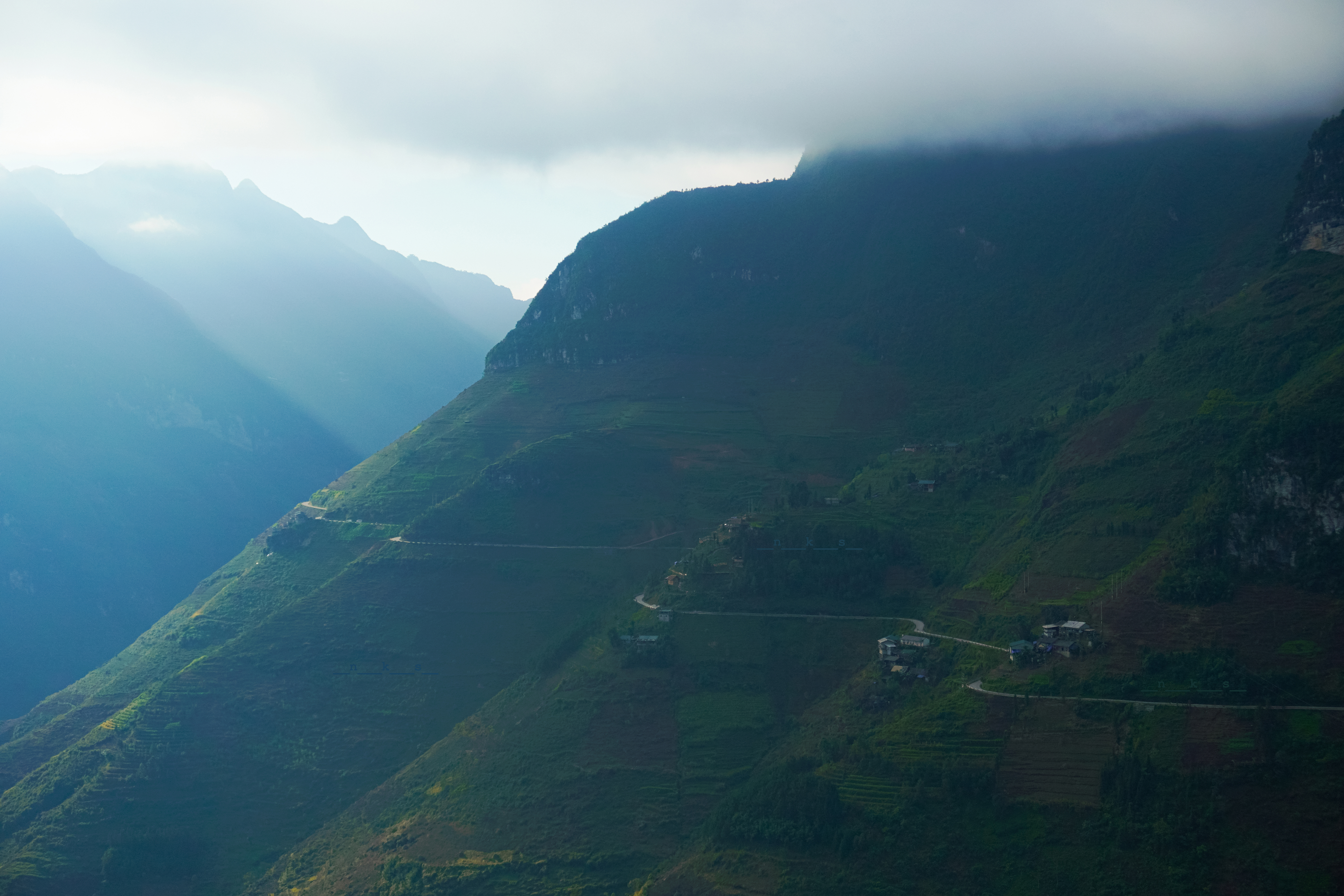
Đèo Mã Pí Lèng nối hai huyện Mèo Vạc và Đồng Văn

Đồng Văn là huyện vùng cao biên giới của tỉnh Hà Giang, cách thành phố Hà Giang 150 km về phía bắc, là huyện cực bắc của Việt Nam (điểm cực bắc tại núi Rồng, xã Lũng Cú), có tọa độ từ 22°55'B đến 23°23'B; 105°42'Đ, có vị trí địa lý:
- Phía Bắc và Đông bắc giáp Trung Quốc với biên giới dài 52,5 km
- Phía Đông và Đông nam giáp huyện Mèo Vạc
- Phía Tây và Tây Nam giáp huyện Yên Minh.

Huyện Đồng Văn có diện tích 453,08 km², dân số năm 2021 là 85.662 người, mật độ dân số 189 người/km².
Huyện lỵ trước đây của huyện Đồng Văn đặt tại thị trấn Phố Bảng, sau chuyển về khu phố cổ thuộc xã Đồng Văn, nay là thị trấn Đồng Văn. Đây cũng là một trong những trọng điểm của các cuộc tấn công từ phía Trung Quốc sang Việt Nam năm 1979 và cả trong những năm 1984-1986.
Huyện Đồng Văn hiện nay có 17 dân tộc sinh sống, gồm: Mông, Tày, Dao, Kinh, Nùng, Giáy, La Chí, Hoa, Pà Thẻn, Cơ Lao, Lô Lô, Bố Y, Phù Lá, Pu Péo, Mường, Sán Chay, Thái. Trong đó dân tộc Mông chiếm phần lớn.
Nguồn nước mặt trên địa bàn huyện rất khan hiếm, chỉ có các suối nhỏ chảy vào mùa mưa và một số hồ ao khác.
Huyện Đồng Văn có diện tích đất rừng 23.242,6 ha, chiếm 52,0% diện tích tự nhiên (tính cả diện tích đất đồi núi đá không có rừng cây có khả năng sử dụng vào mục đích lâm nghiệp). Mặc dù đất lâm nghiệp có tỷ lệ khá trong cơ cấu sử dụng đất (23.242,6 ha, chiếm 52,0%) song phần lớn các loại rừng của huyện đều là rừng trồng và rừng tái sinh nên chất lượng rừng và trữ lượng không cao. Việc khai thác và kinh doanh các sản phẩm từ rừng hạn chế, chức năng chính của rừng của huyện là giữ đất và bảo vệ môi trường sinh thái.
Huyện Đồng Văn cũng có nhiều tài nguyên khoáng sản với trữ lượng lớn; gồm các loại khoáng sản như: mangan, antimon, đá vôi,... Tuy nhiên việc khai thác gặp rất nhiều khó khăn do hạ tầng giao thông còn chưa phát triển, xa trung tâm tỉnh, khoáng sản nằm xen kẽ với nhiều tầng đá.

## Lịch sử
Ngược dòng lịch sử, trong suốt các triều đại phong kiến Việt Nam , địa danh Đồng Văn chưa xuất hiện. Thời kỳ Pháp thuộc, ngày 20/8/1891, Toàn quyền Đông Dương ban hành nghị định, theo đó vùng đất Hà Giang lúc này thuộc Đạo quan binh 2. Đồng Văn thuộc phủ Tương Yên, đạo quan binh 2 - Hà Giang.
Đến cuối năm 1899, về mặt lãnh thổ, quân đội thực dân Pháp có các quyền lực về dân sự ở 4 đạo quan binh. Theo đó, Hà Giang thuộc về đạo quan binh 3 - Tuyên Quang: gồm các tiểu khu Tuyên Quang, Hà Giang, Vĩnh Tuy. Thời kỳ này, Đồng Văn thuộc đạo quan binh 3 - Hà Giang.
Về địa danh Đồng Văn, địa danh Đồng Văn được xuất hiện lần đầu tiên tại Nghị định 60 ngày 17/6/1904, do Tướng chỉ huy tối cao quân đội Đông Dương ban hành, lập khu vực Đồng Văn, Lũng Cú và Má Lủng Kha thành công xã, gọi chung là Đồng Văn. Danh giới của công xã Đồng Văn thời điểm này như sau:
- Ở phía Tây là bộ tộc người Mèo Tia Bình, tiếp đó là biên giới với tỉnh Vân Nam - Trung Quốc từ Má Là đến Lũng Cú
- Ở phía Bắc là đoạn vòng của sông Pon Mei Hồ hay còn gọi là sông Nho Quế
- Ở phía Đông là từ sông Nho Quế đến tận khe Danh Liếp, tức là hẻm vực Tu Sản hiện nay
- Ở phía Nam là đất của bộ tộc người Mèo ở Mèo Vạc.

Đến ngày 28 tháng 11 năm 1905, Quyền Toàn quyền Đông Dương, ban hành nghị định kể từ ngày 01/01/1906 thiết lập các trung tâm hành chính tại các Đạo quan binh 2, 3 và 4. Theo đó, tại Đạo quan binh 3 có thêm 4 trung tâm hành chính là:
- Đồng Văn, gồm tổng Đông Minh và Quang Mậu.
- Quản Bạ là tổng Yên Bình.
- Hoàng Su Phì là tổng Tụ Nhân.
- Bắc Quang gồm các tổng: Bằng Hành, Trinh Tường, Mục Hà, Tiên Yên.

Năm 1915, Tiểu quân khu Bảo Lạc - thuộc đạo quan binh 2, được chia thành 3 đạo, còn gọi là châu: Đạo Bảo Lạc, do một viên đại úy làm Đại diện chỉ huy và 1 Quan đạo làm trợ lý. Đạo Đồng Văn do một viên đại úy chỉ huy và Đạo Yên Minh do một viên trung úy chỉ huy.
Từ ngày 1 tháng 7 năm 1921, đạo Yên Minh bị xóa bỏ theo Nghị định số 1461, ngày 18 tháng 6 năm 1921 của Thống sứ Bắc Kỳ để sáp nhập vào đạo Đồng Văn và được đặt dưới sự cai quản của Bang tá Đồng Văn.
Đến cuối năm 1929, Đạo quan binh 3 có 4 đơn vị hành chính là Châu Vị Xuyên, châu Bắc Quang, châu Hoàng Su Phì và châu Đồng Văn. Theo đó, Châu Đồng Văn có 2 tổng là: Quang Mậu gồm: 4 xã, 101 làng; Đông Minh gồm 14 xã, 364 làng, cụ thể như sau:
- Tổng Quang Mậu: 4 xã gồm: Đồng Văn, Sủng Máng, Sơn Vĩ, Niêm Sơn
- Tổng Đông Minh 14 xã gồm: Yên Minh, Mậu Duệ, Bạch Đích, Na Khê, Ngam La, Sà Phìn, Mèo Vạc, Lũng Chinh, Lũng Tỉnh, Phó Cáo, Sủng Là, Vần Chải, Đường Thượng, Lũng Phìn.

Hiện nay, huyện Đồng Văn có 1 thị trấn và 5 xã thuộc các tổng nêu trên, bao gồm: thị trấn Đồng Văn thuộc tổng Quang Mậu; 5 xã: Sà Phìn, Phố Cáo, Sủng Là, Vần Chải, Lũng Phìn thuộc tổng Đông Minh.
Từ ngày 1/1/1906 đến cuối năm 1929 mặc dù địa danh Đồng Văn có sự thay đổi, nhưng đến cuối năm 1929 vẫn giữ nguyên 2 tổng là Quang Mậu và Đông Minh.
Từ cuối năm 1929 đến sau Cách mạng tháng 8/1945 địa danh Đồng Văn cơ bản không thay đổi.
Ngày 5 tháng 7 năm 1961, Hội đồng Chính phủ ban hành Quyết định số 91-CP về việc:
- Chia xã Đồng Văn thành 4 xã là: Lũng Cú, Ma Lé, Đồng Văn và Pải Lủng
- Chia xã Sà Phìn thành 6 xã: Lũng Táo, Thài Phìn Tủng, Sà Phìn, Sính Lủng, Tả Phìn và Tả Lủng
- Chia xã Mèo Vạc thành 5 xã: Thống Nhất, Hòa Bình, Đoàn Kết, Tự Do và Lũng Phù
- Chia xã Sơn Vỹ thành 3 xã: Thượng Phùng, Xín Cái và Sơn Vĩ
- Chia xã Niêm Sơn thành 3 xã: Khâu Vai, Niêm Sơn và Tát Ngà
- Chia xã Lũng Chinh thành 2 xã: Sủng Chà và Lũng Chinh
- Chia xã Mậu Duệ thành 2 xã: Nậm Ban và Mậu Duệ
- Chia xã Vần Chải thành 2 xã: Lũng Thầu và Vần Chải
- Chia xã Lũng Phìn thành 4 xã: Sảng Tủng, Hố Quáng Phìn, Sủng Trái và Lũng Phìn
- Chia xã Sủng Là thành 1 thị trấn Phố Bảng và 2 xã: Phố Là và Sủng Là
- Chia xã Phú Lũng thành 3 xã: Phìn Lồ, Thắng Mố và Sủng Tráng
- Chia xã Cán Tý thành 4 xã: Bát Đại Sơn, Cán Tỷ, Lao Và Chải và Lùng Tám
- Chia xã Đường Thượng thành 2 xã: Đường Thượng và Lũng Hồ.

Ngày 13 tháng 12 năm 1962, Bộ Nội vụ ban hành Quyết định số 328-NV về việc:
- Đổi tên xã Hòa Bình thành xã Mèo Vạc
- Đổi tên xã Tự Do thành xã Cán Chu Phìn
- Đổi tên xã Thống Nhất thành xã Pả Vi
- Đổi tên xã Phìn Lồ thành xã Phú Lũng.

Ngày 15 tháng 12 năm 1962, Hội đồng Chính phủ ban hành Quyết định số 211-CP về việc chia huyện Đồng Văn thành 3 huyện: Yên Minh, Mèo Vạc và Đồng Văn như sau:
- Thành lập huyện Yên Minh trên cơ sở tách 13 xã: Bạch Đích, Du Già, Đường Thượng, Lao Và Chải, Lũng Hồ, Mậu Duệ, Na Khê, Nậm Ban, Ngam La, Ngọc Long, Niêm Sơn, Tát Ngà và Yên Minh thuộc huyện Đồng Văn
- Thành lập huyện Mèo Vạc trên cơ sở tách 16 xã: Cán Chu Phìn, Giàng Chu Phìn, Hố Quáng Phìn, Khâu Vai, Lũng Chinh, Lũng Phìn, Lũng Pù, Mèo Vạc, Pả Vi, Pải Lủng, Sơn Vĩ, Sủng Máng, Sủng Trà, Sủng Trái, Thượng Phùng và Xín Cái thuộc huyện Đồng Văn.
- Thành lập huyện Quản Bạ trên cơ sở tách 3 xã: Lùng Tám, Cán Tỷ và Bát Đại Sơn thuộc huyện Đồng Văn.

Huyện Đồng Văn còn lại thị trấn Phó Bảng và 19 xã: Thắng Mố, Tả Lủng, Sảng Tủng, Sính Lủng, Lùng Táo, Phố Là, Đồng Văn, Sủng Tráng, Phú Lúng, Lũng Cú, Sà Phìn, Sủng Thải, Má Lé, Sủng Là, Lũng Thầu, Thài Phìn Tủng, Phố Cáo, Vần Chải, Tả Phìn.
Tháng 12 năm 1975, hợp nhất hai tỉnh Tuyên Quang và Hà Giang thành tỉnh Hà Tuyên, Đồng Văn là một huyện của tỉnh Hà Tuyên.
Ngày 21 tháng 12 năm 1982, Hội đồng Bộ trưởng ban hành Quyết định 179-HĐBT về việc:
- Chuyển 4 xã: Phú Lũng, Thắng Mố, Sủng Tráng và Sủng Thài về huyện Yên Minh quản lý
- Tách 3 xã: Hố Quáng Phìn, Sủng Trái và Lũng Phìn của huyện Mèo Vạc sáp nhập vào huyện Đồng Văn.

Huyện Đồng Văn còn lại 1 thị trấn và 18 xã.
Năm 1991, khi tách trở lại thành Tuyên Quang và Hà Giang, Đồng Văn trở lại là huyện của tỉnh Hà Giang.
Ngày 31 tháng 3 năm 2009, Chính phủ ban hành Nghị định 11/2009/NĐ-CP về việc: 
- Điều chỉnh một phần xã Đồng Văn vào xã Thài Phìn Tủng
- Thành lập thị trấn Đồng Văn (thị trấn huyện lỵ huyện Đồng Văn) trên cơ sở phần còn lại của xã Đồng Văn.

Huyện Đồng Văn có 2 thị trấn và 17 xã như hiện nay.

## Hành chính
Huyện Đồng Văn có 19 đơn vị hành chính cấp xã trực thuộc, bao gồm 2 thị trấn: Đồng Văn (huyện lỵ), Phố Bảng và 17 xã: Hố Quáng Phìn, Lũng Cú, Lũng Phìn, Lũng Táo, Lũng Thầu, Má Lé, Phố Cáo, Phố Là, Sà Phìn, Sảng Tủng, Sính Lủng, Sủng Là, Sủng Trái, Tả Lủng, Tả Phìn, Thài Phìn Tủng, Vần Chải.

## Kinh tế - xã hội
* Thuận lợi:
- Huyện Đồng Văn có những thuận lợi nhất định so với 4 huyện vùng cao phía bắc của Tỉnh, như:
+ QL 4C từ huyện kết nối với trung tâm Thành phố Hà Giang và các huyện vùng cao nguyên núi đá Đồng Văn. Là huyện có nhiều điểm du lịch, có nhiều tiềm năng khai thác để thúc đẩy kinh tế thương mại - du lịch.
+ Điều kiện khí hậu tốt, nhiều vùng cảnh quan thiên nhiên đẹp, có tính độc đáo riêng, có hệ thống núi rừng hùng vĩ kết hợp với các di tích lịch sử, nền văn hoá đa dạng đặc sắc và thiên nhiên còn giữ được vẻ hoang sơ,... cho thấy tiềm năng phát triển du lịch, dịch vụ, thương mại để chuyển đổi cơ cấu kinh tế địa phương theo hướng phát triển bền vững. Đây là lợi thế để định hướng xây dựng đô thị theo mô hình Du lịch sinh thái.
+ Giàu tài nguyên rừng, vừa là tiềm năng khai thác du lịch, vừa là nguồn tạo ra vùng nguyên liệu phục vụ nền công nghiệp sản xuất chế biến nông lâm sản. Đặc biệt phát triển các loại cây dưới tán rừng như các loại cây dược liệu Thảo quả, Tam thất,...
* Hạn chế và thách thức:
- Cách xa trung tâm văn hoá xã hội, giao thông đi lại khó khăn, chỉ có loại hình duy nhất là đường bộ, khó thu hút vốn đầu tư do nằm cách xa hệ thống cảng biển, sân bay, trục hành lang kinh tế đối ngoại của Quốc gia.
- Có quỹ đất để khai thác, tuy nhiên diện tích không nhiều, phân tán đòi hỏi phải đầu tư lớn, sử dụng đất khoa học hợp lý.
- Địa hình chia cắt dẫn đến chỉ áp dụng được phát triển cụm dân cư, thiếu quỹ đất xây dựng và canh tác, chi phí xây dựng cao hơn các vùng khác, ngoài ra, đây là vùng chịu ảnh hưởng của thiên tai.
- Trình độ nhận thức của nhân dân còn nhiều hạn chế, đặc biệt là việc tiếp thu tiến bộ khoa học vào cuộc sống.
Một số chợ chính trên địa bàn huyện Đồng Văn:
- Chợ huyện Đồng Văn, họp vào Chủ nhật hàng tuần
- Chợ Sà Phìn, họp vào ngày Tỵ và Hợi
- Chợ Phó Bảng, họp vào ngày Tý và Ngọ
- Chợ Phố Cáo, họp vào ngày Thìn và Tuất
- Chợ Sính Lủng, họp vào ngày Mão và Dậu
- Chợ Lũng Phìn, họp vào ngày Dần và Thân
- Chợ Má Lé, họp vào thứ 7 hàng tuần
- Chợ Lũng Cú, họp vào thứ 6 hàng tuần.

## Du lịch

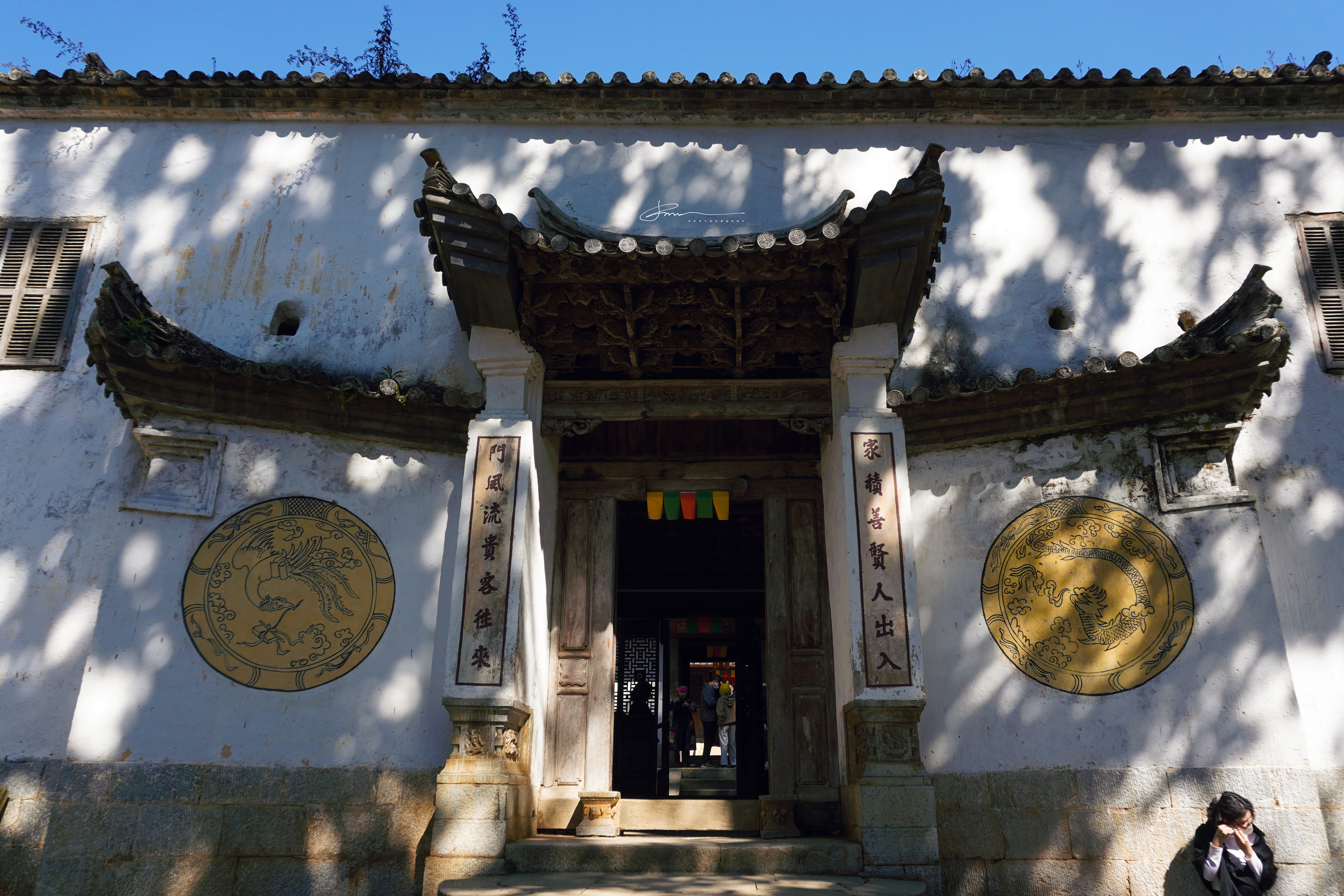
Dinh thự họ Vương, Sà Phìn, Đồng Văn

Đồng Văn là một trong những huyện nổi tiếng về du lịch của tỉnh Hà Giang:
- Cột cờ Lũng Cú và điểm cực bắc của Việt Nam
- Di tích nhà cổ vua Mèo: Dinh thự họ Vương
- Phố cổ Đồng Văn
- Làng Lô Lô Chải
- Cao nguyên đá Đồng Văn
- Bãi đá Hải cẩu (Xã Vần Chải)
- Dóc Thẩm Mã
- Dốc Chín Khoanh
- Thung lũng Sủng Là và phim trường "Chuyện của Pao"
- Đồn cao Đồng Văn
- Dốc chữ M

## Giao thông

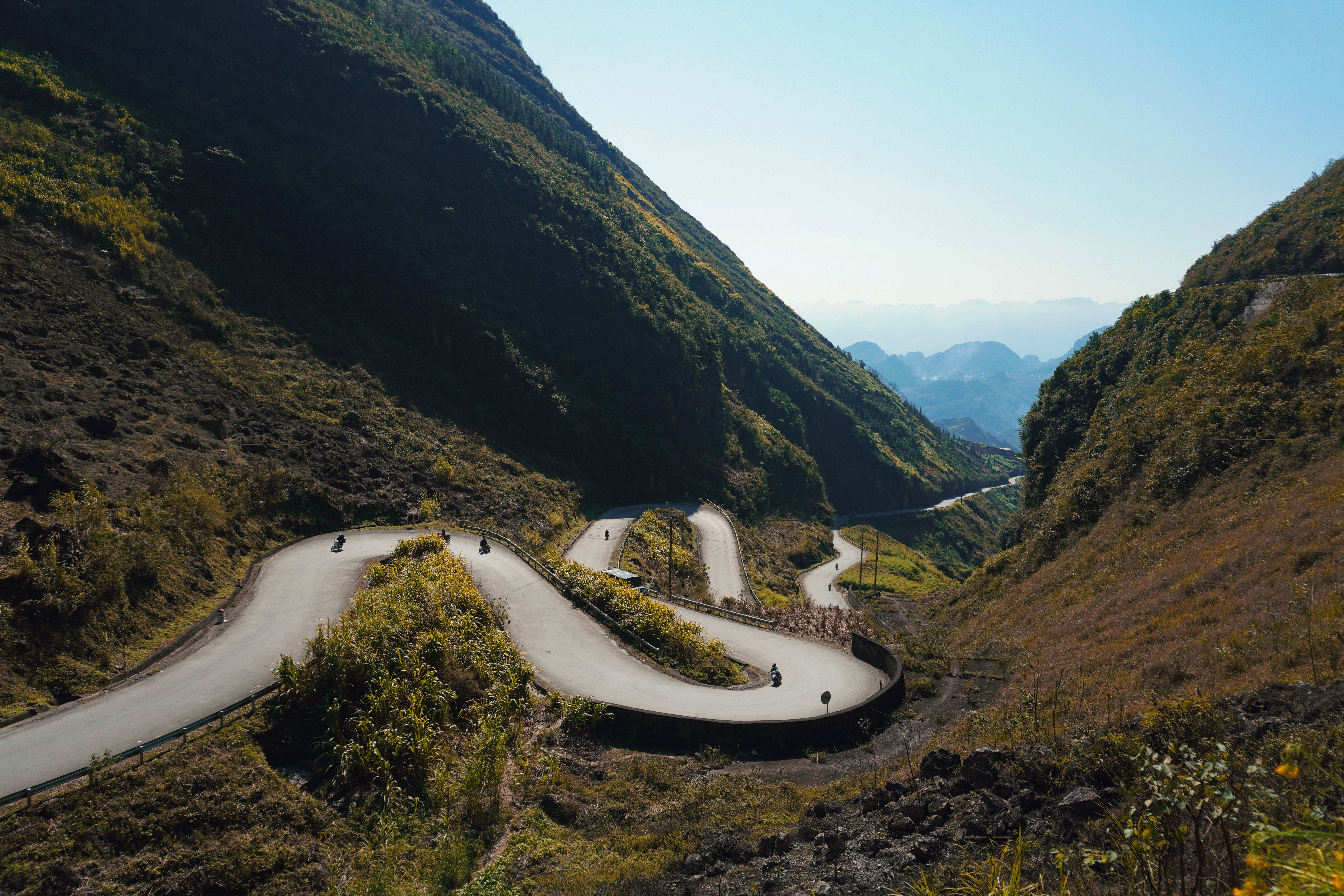
Dốc Thẩm Mã trên quốc lộ 4C

Hệ thống đường giao thông tương đối tốt, Quốc lộ 4C từ trung tâm tỉnh Hà Giang lên đến trung tâm huyện và đoạn đi qua huyện Đồng Văn nối liền với huyện Mèo Vạc. Ngoài ra còn hệ thống đường Tỉnh lộ ra cửa khẩu Phó Bảng và các đường liên xã đều đã được rải nhựa. Bình quân từ trung tâm huyện đến các xã chiều dài 26 km, xã xa nhất 42 km (xã Sủng Trái), xã gần nhất (trừ thị trấn Đồng Văn) là 6 km (xã Tả Lủng).
Trên địa bàn huyện có 49 công trình thủy lợi kiên cố, tổng chiều dài các tuyến công trình là: 89.470 m, phục vụ cho 809 ha, nhưng hầu như các công trình đều không có đập đầu mối, chủ yếu sử dụng các nguồn tự nhiên nước mưa, các khe lạch nhỏ.
Nguồn cung cấp điện cho huyện hiện nay do mạng lưới Quốc gia cung cấp và từ thủy điện Séo Hồ.

## Hình ảnh

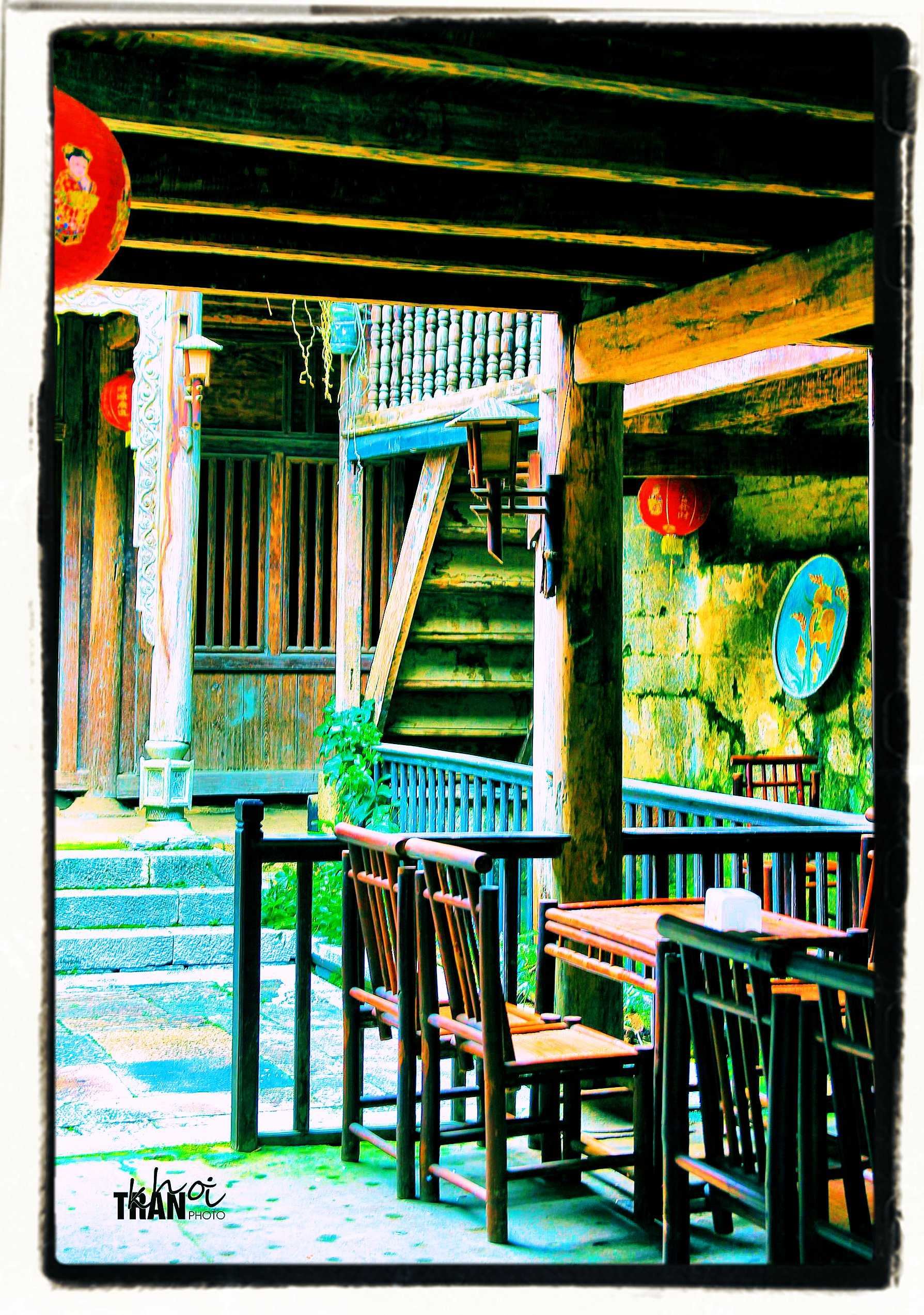
Cà phê phố cổ Đồng Văn
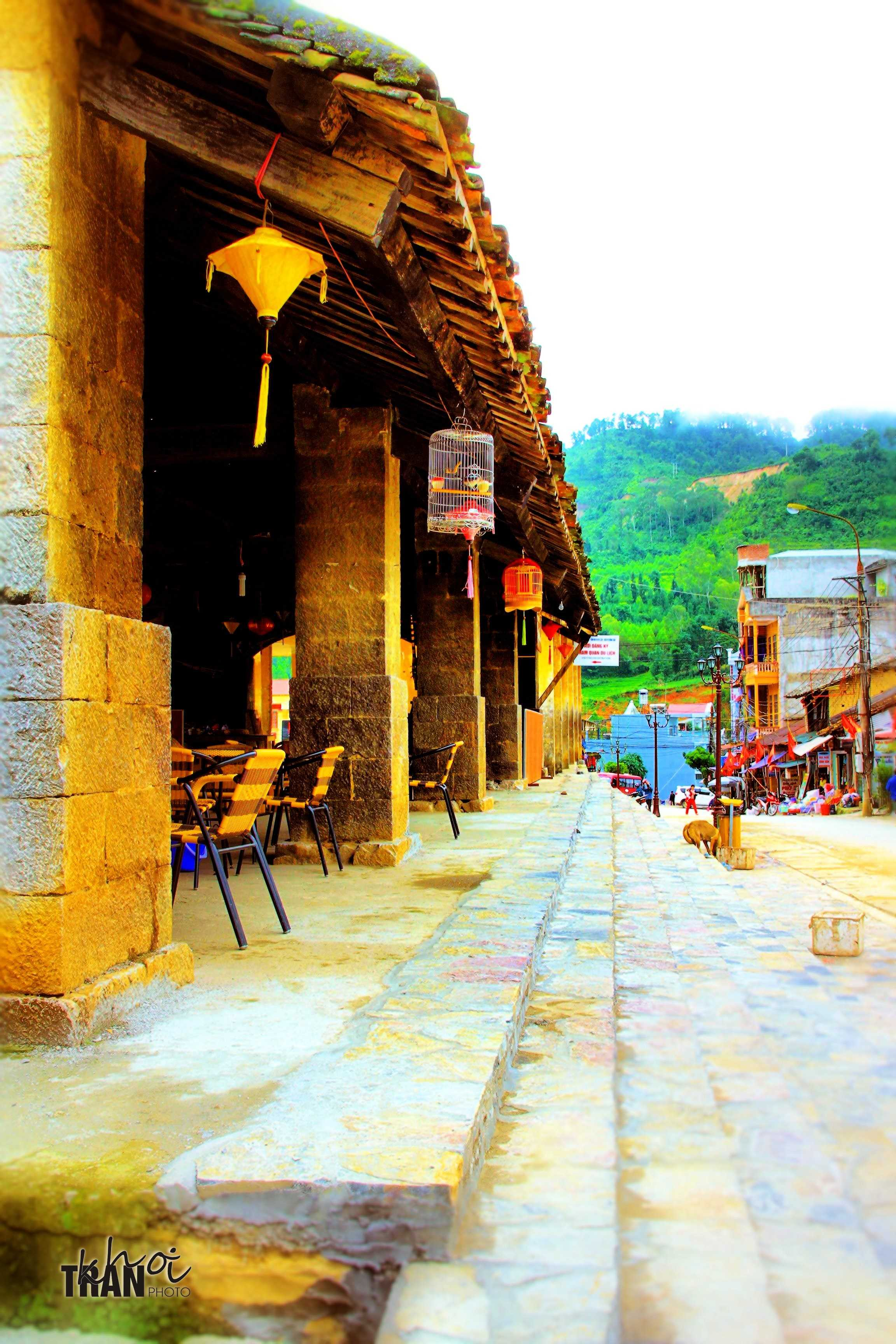
Một góc cà phê phố cổ Đồng Văn
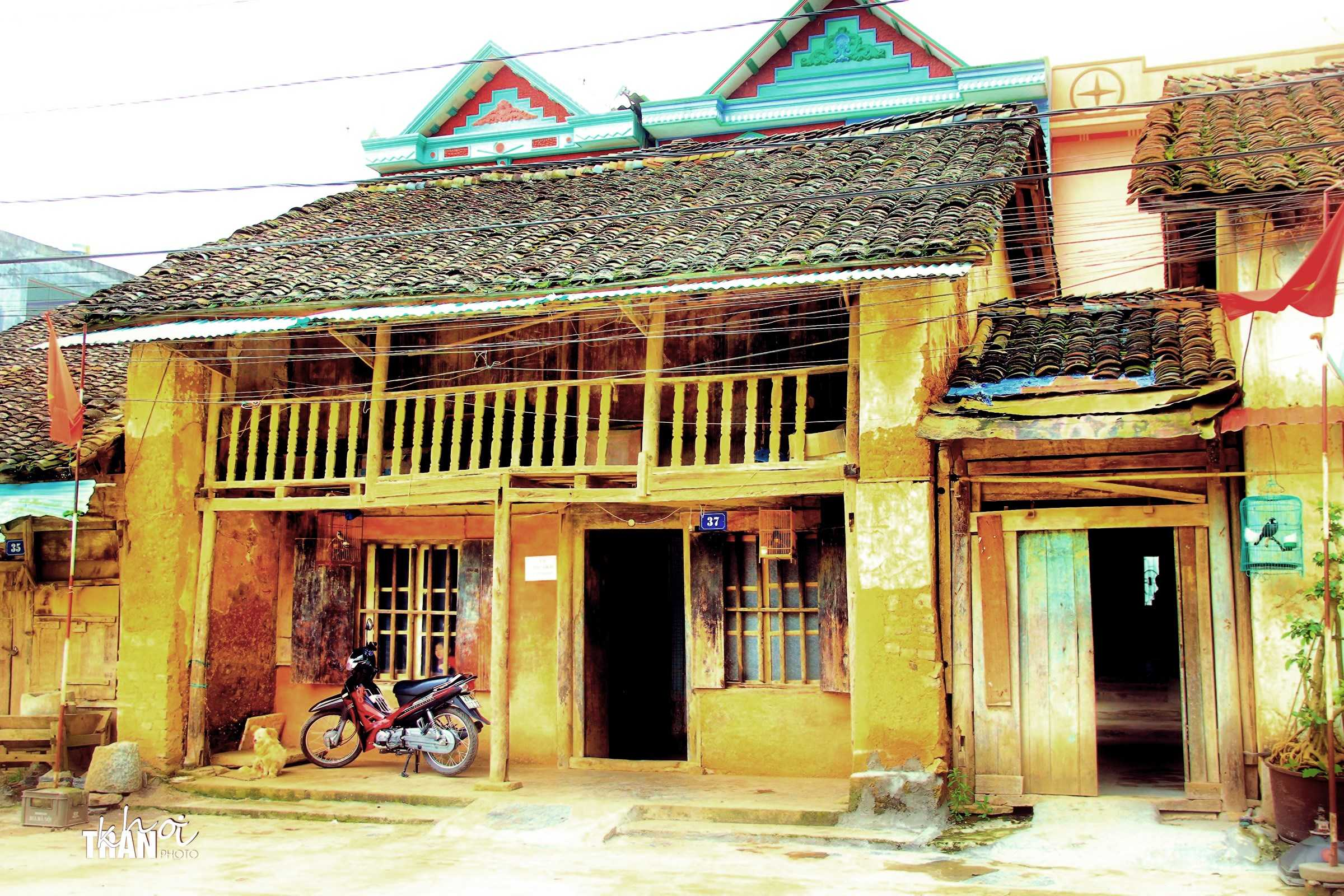
Một góc phố cổ Đồng Văn
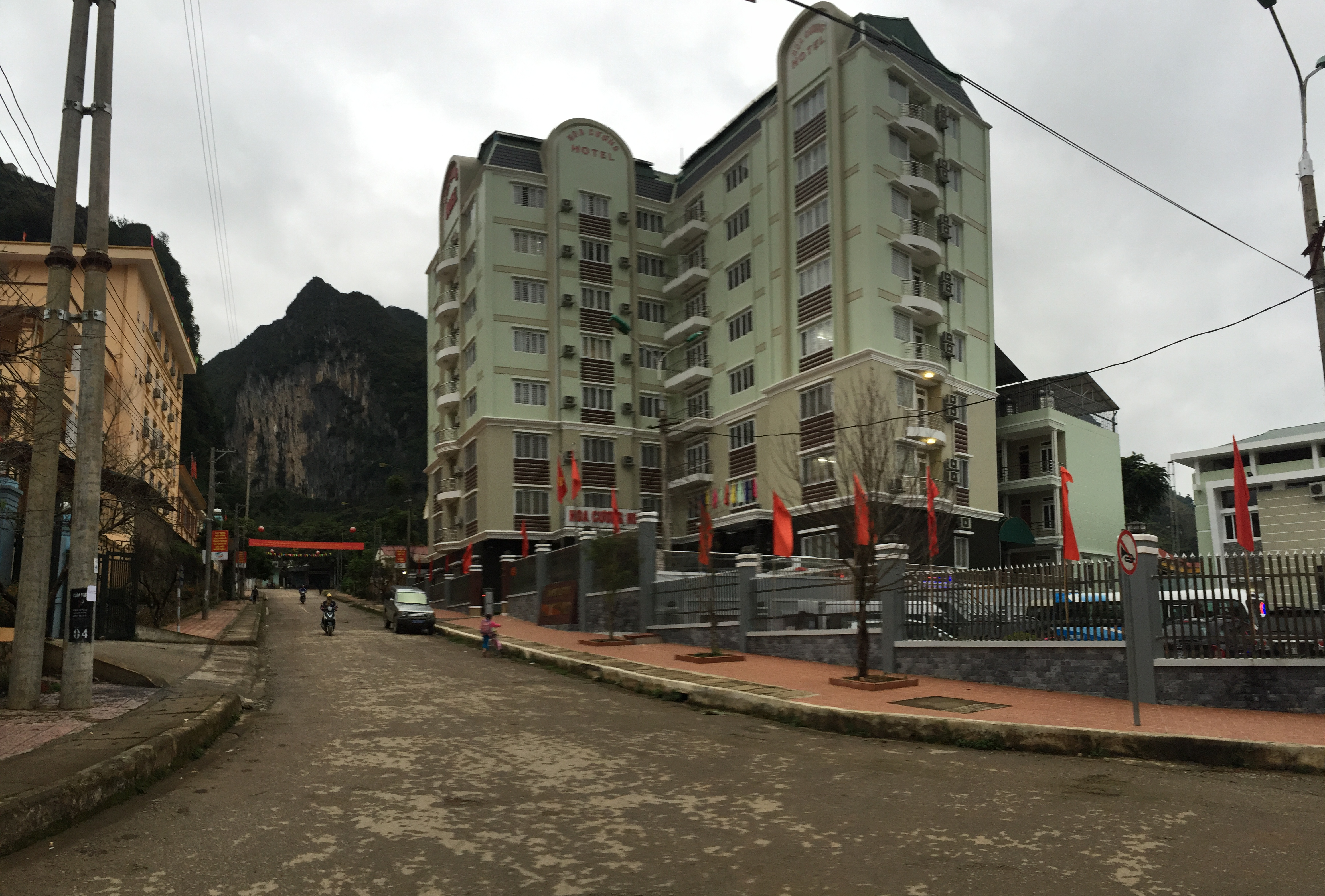
Một khách sạn tại thị trấn Đồng Văn
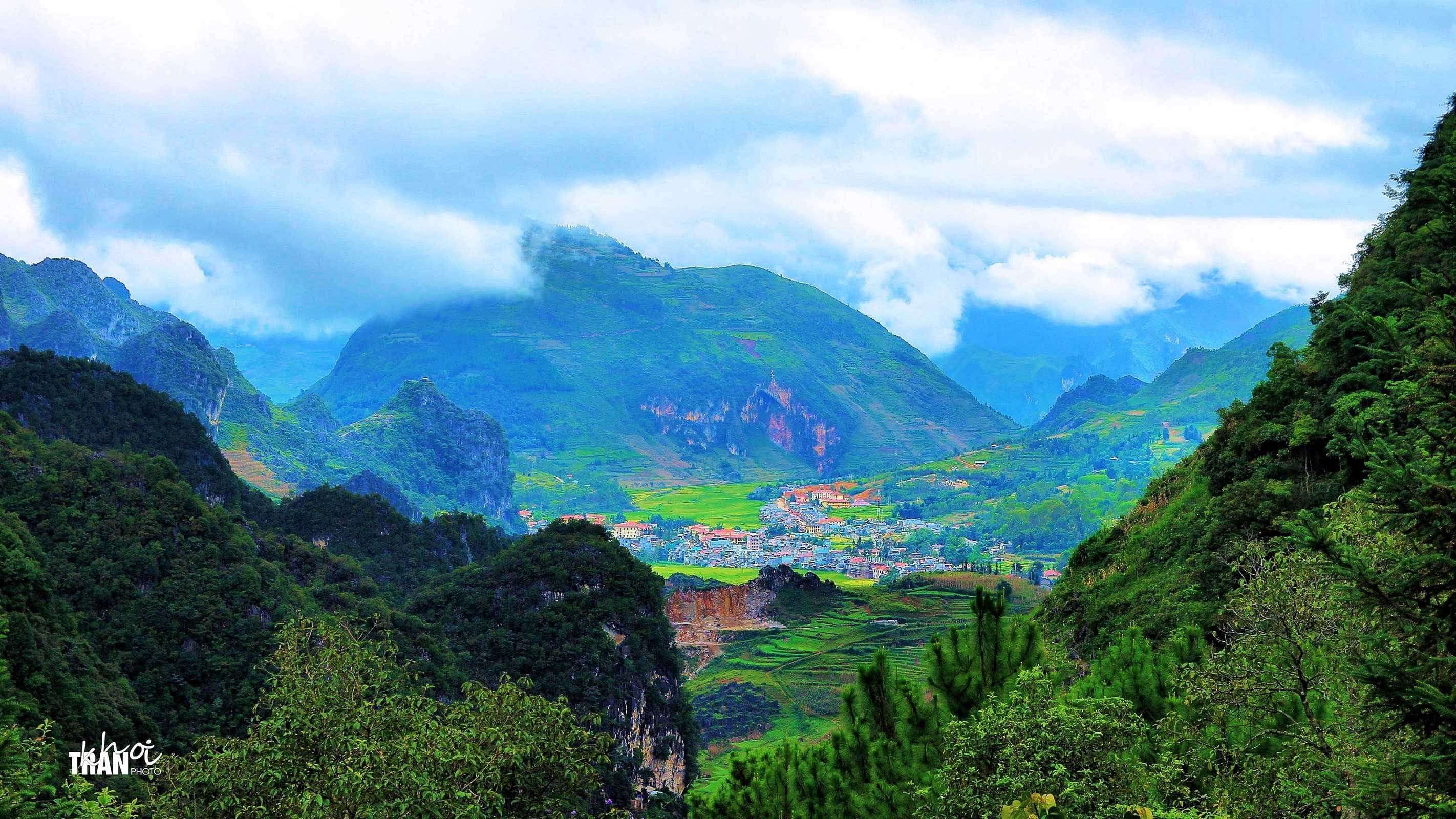
Thị trấn Đồng Văn nhìn từ xa
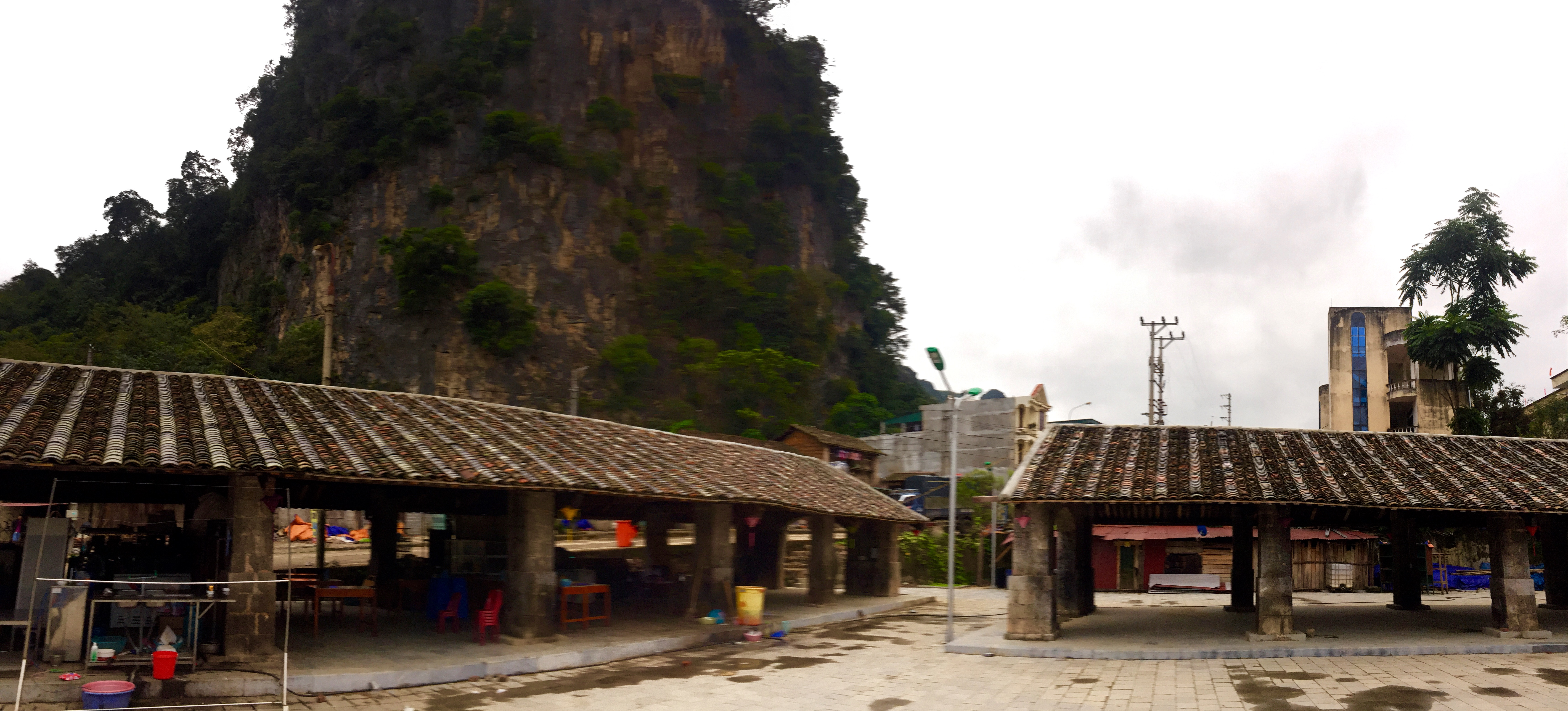
Khu phố cổ ở thị trấn Đồng Văn
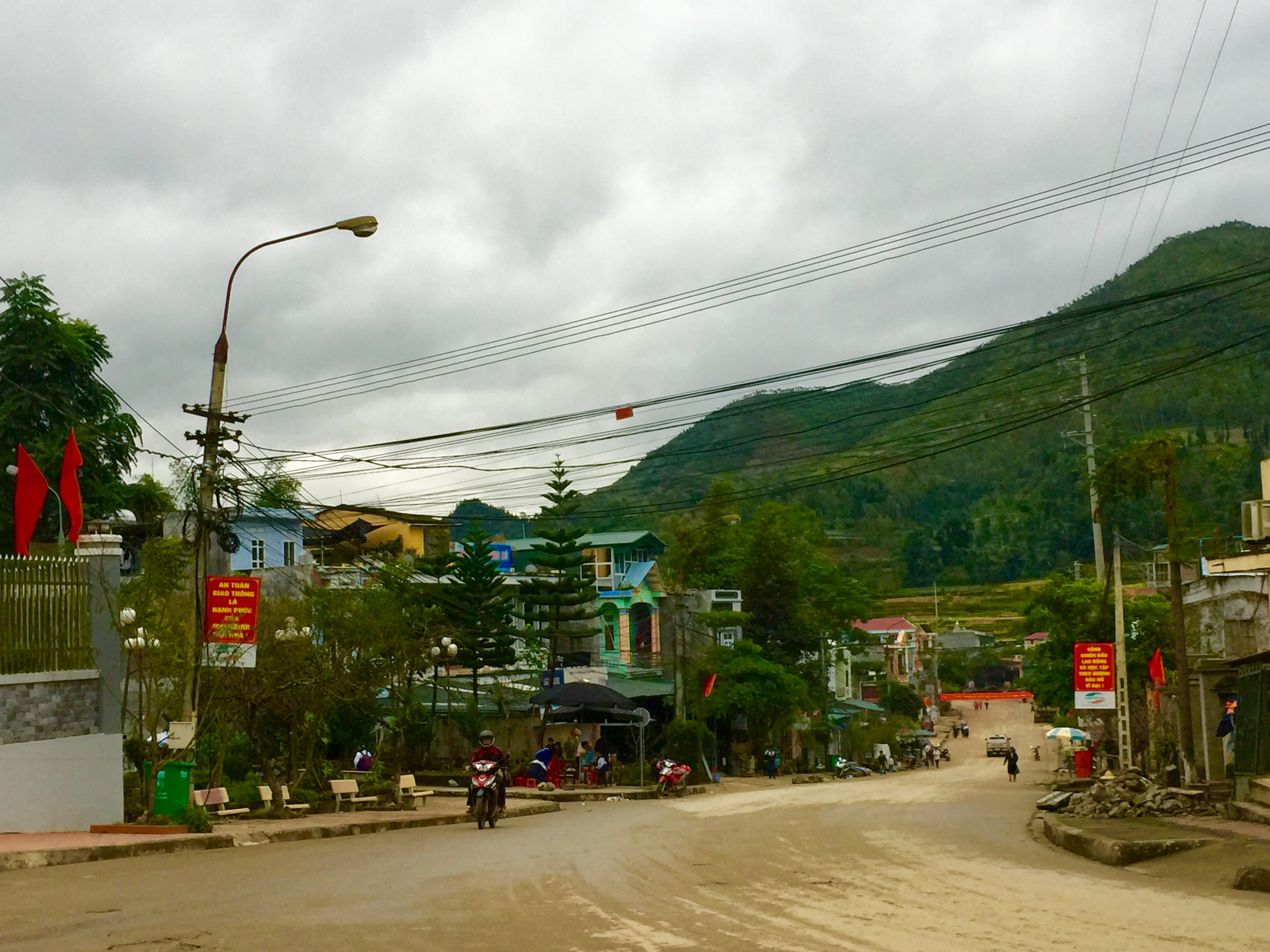
Đường phố Đồng Văn
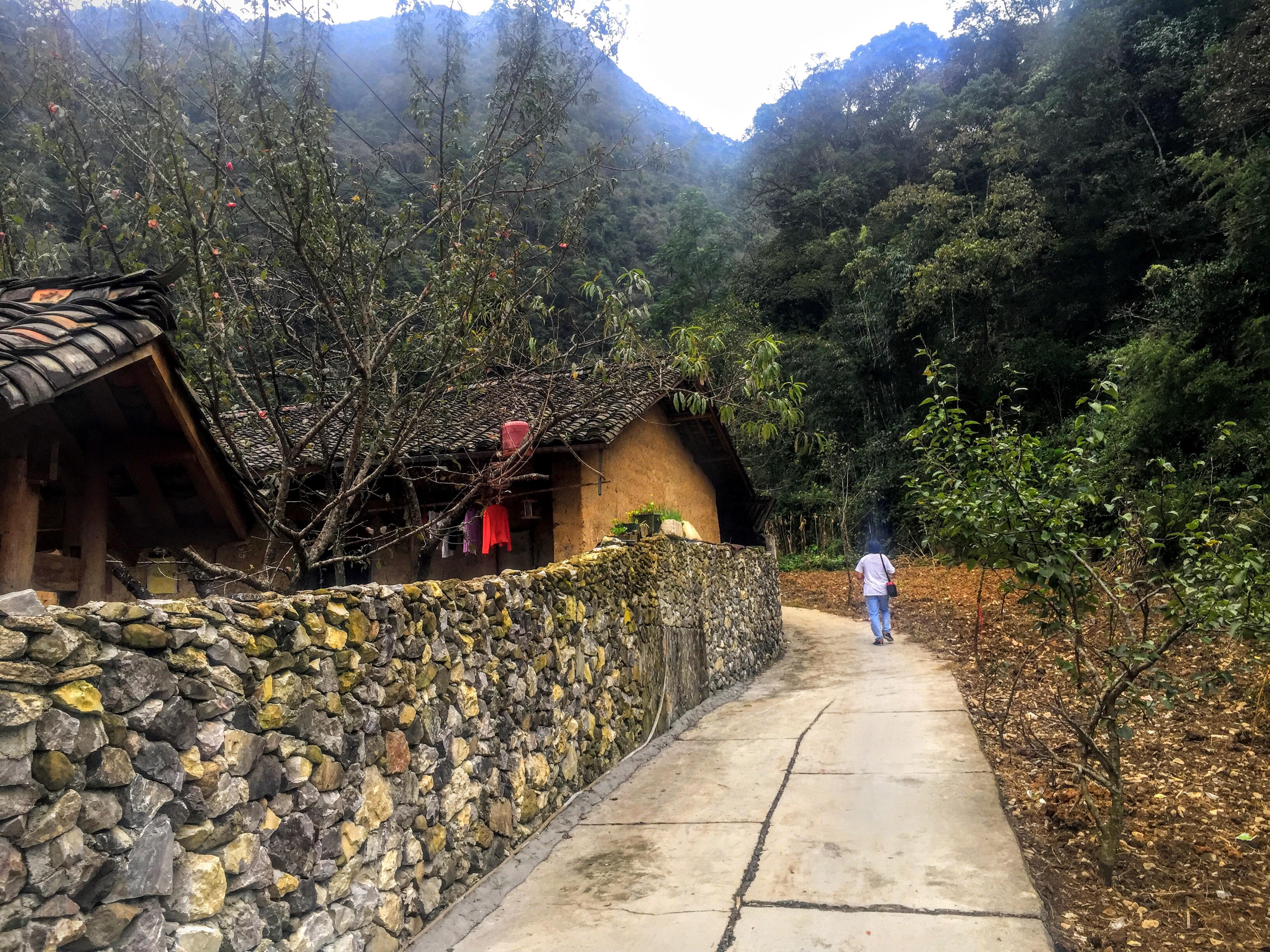
Nhà dân sâu trong rừng ở Đồng Văn
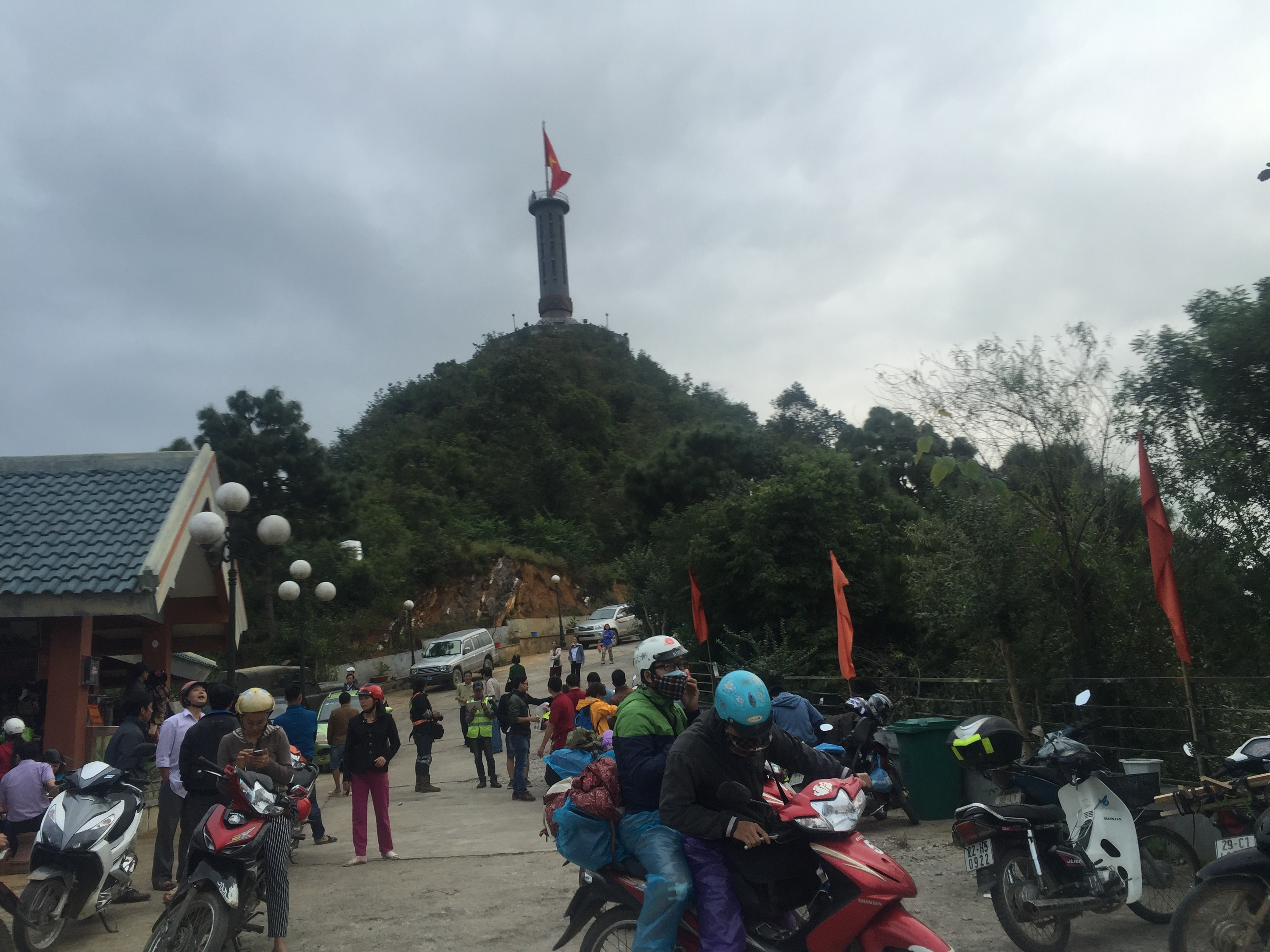
Cột cờ Lũng Cú ở xã Lũng Cú, Đồng Văn, Hà Giang
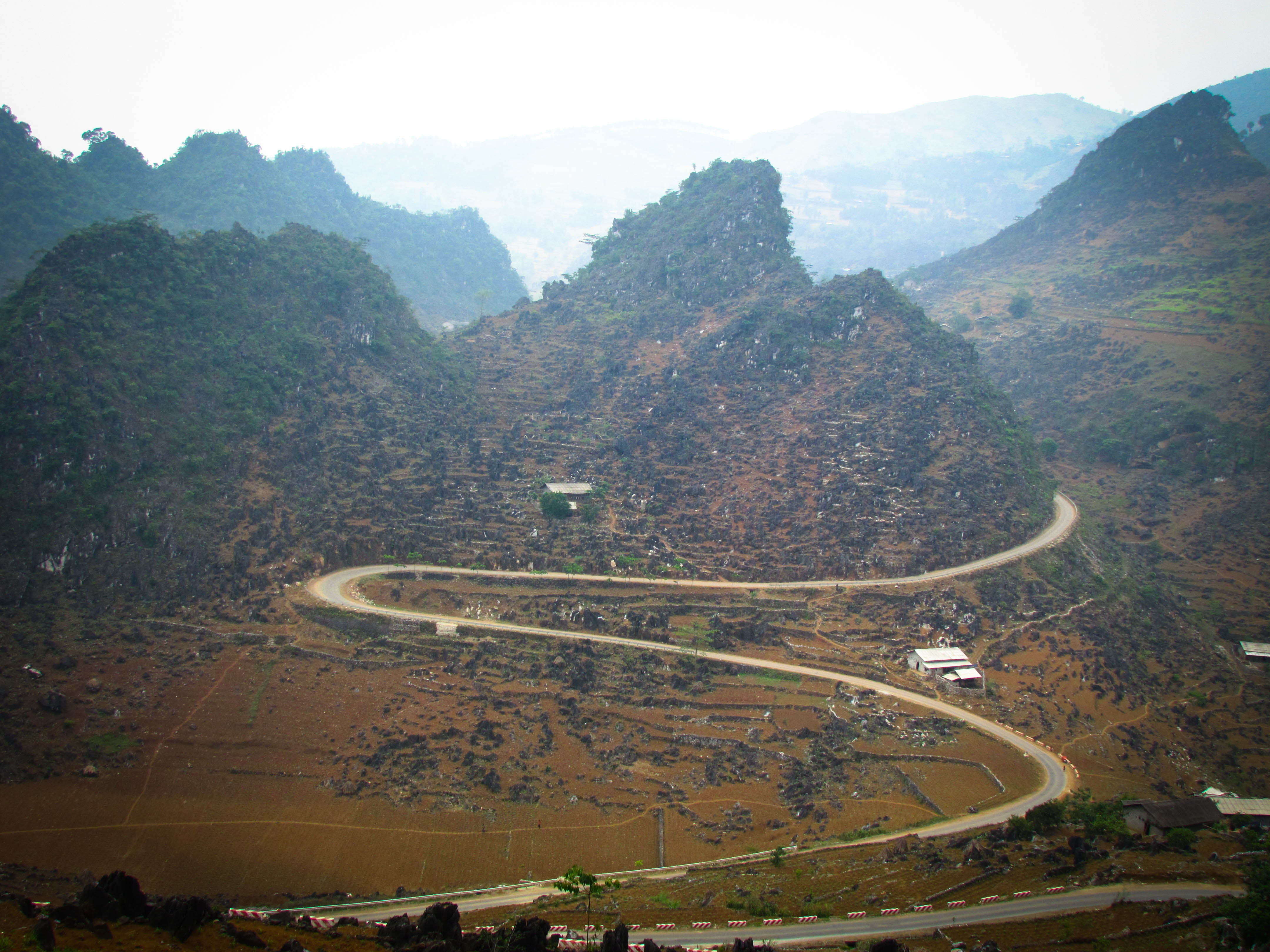
Đường đèo để lên Đồng Văn
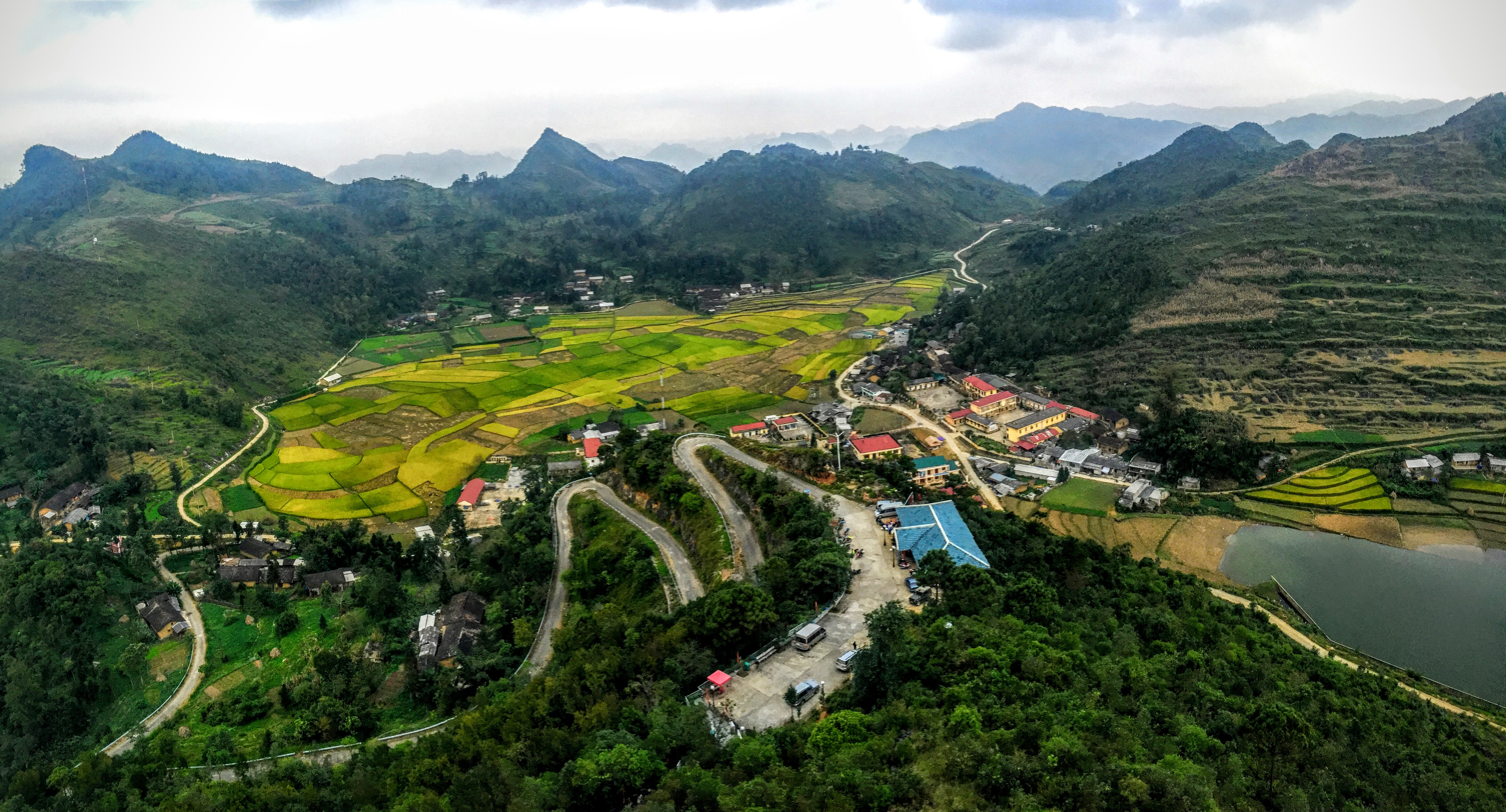
Ruộng lúa, làng quê ở xã Lũng Cú, Đồng Văn
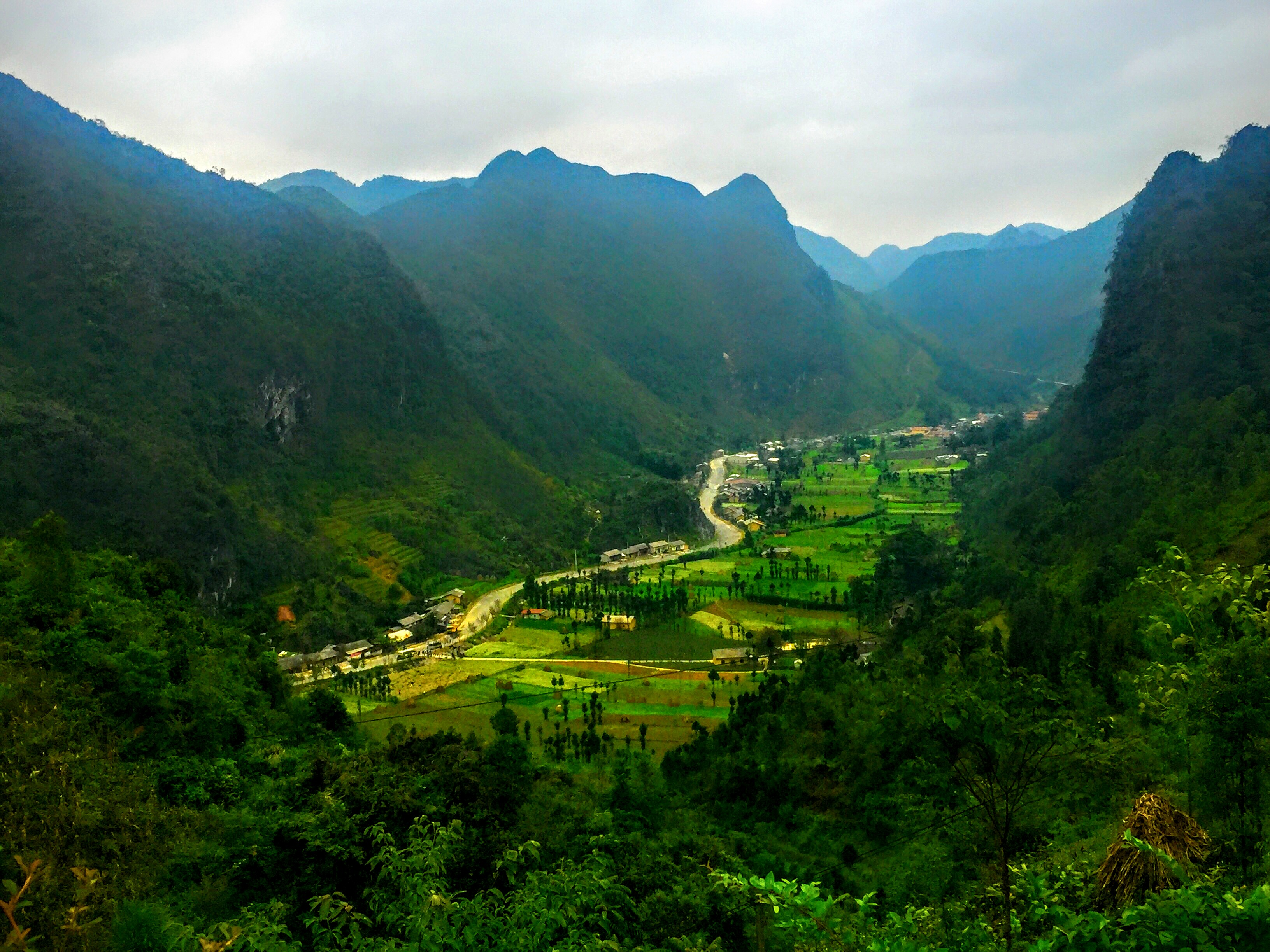
Thung lũng Sủng Là
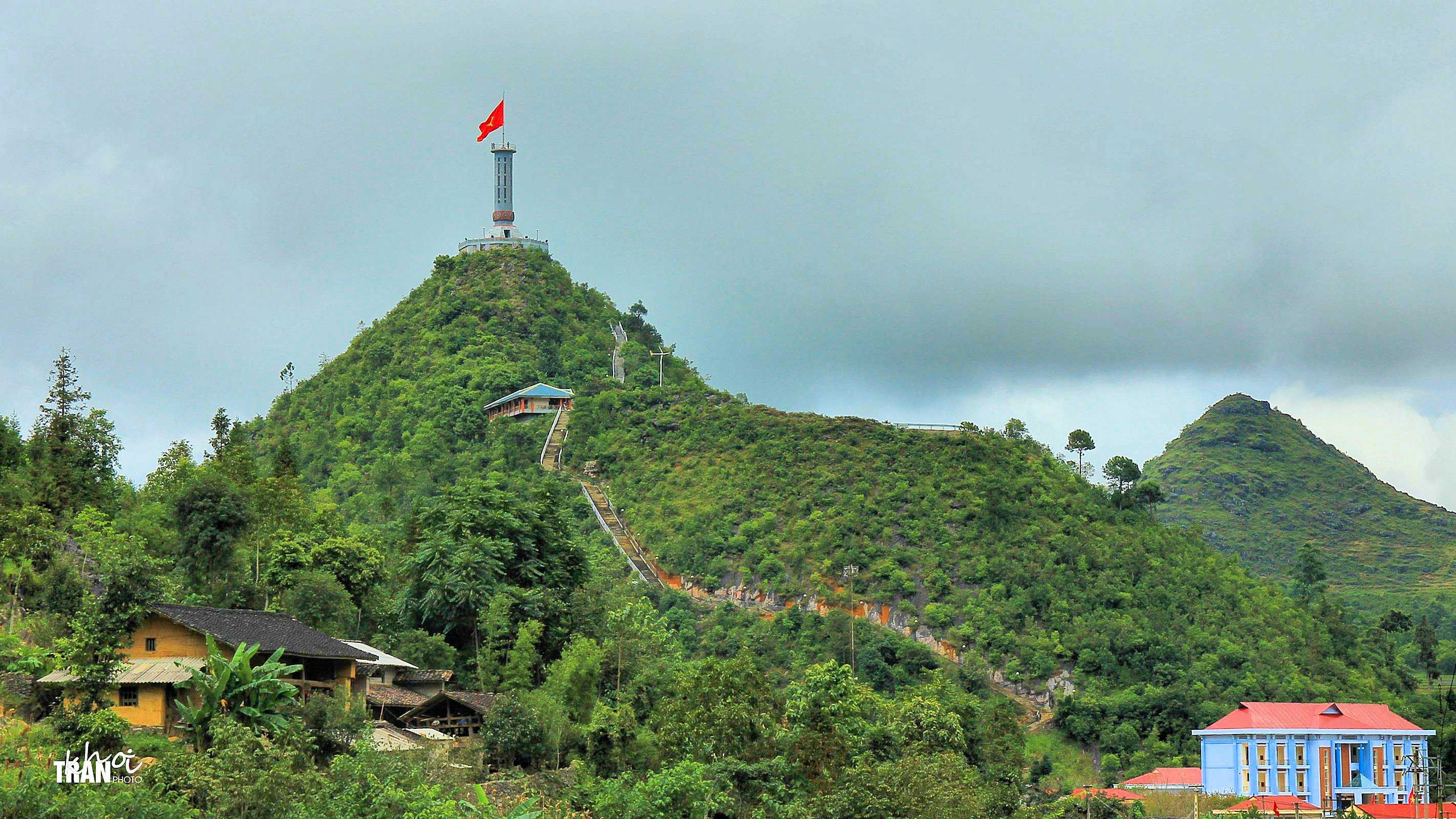
Toàn cảnh cột cờ Lũng Cú
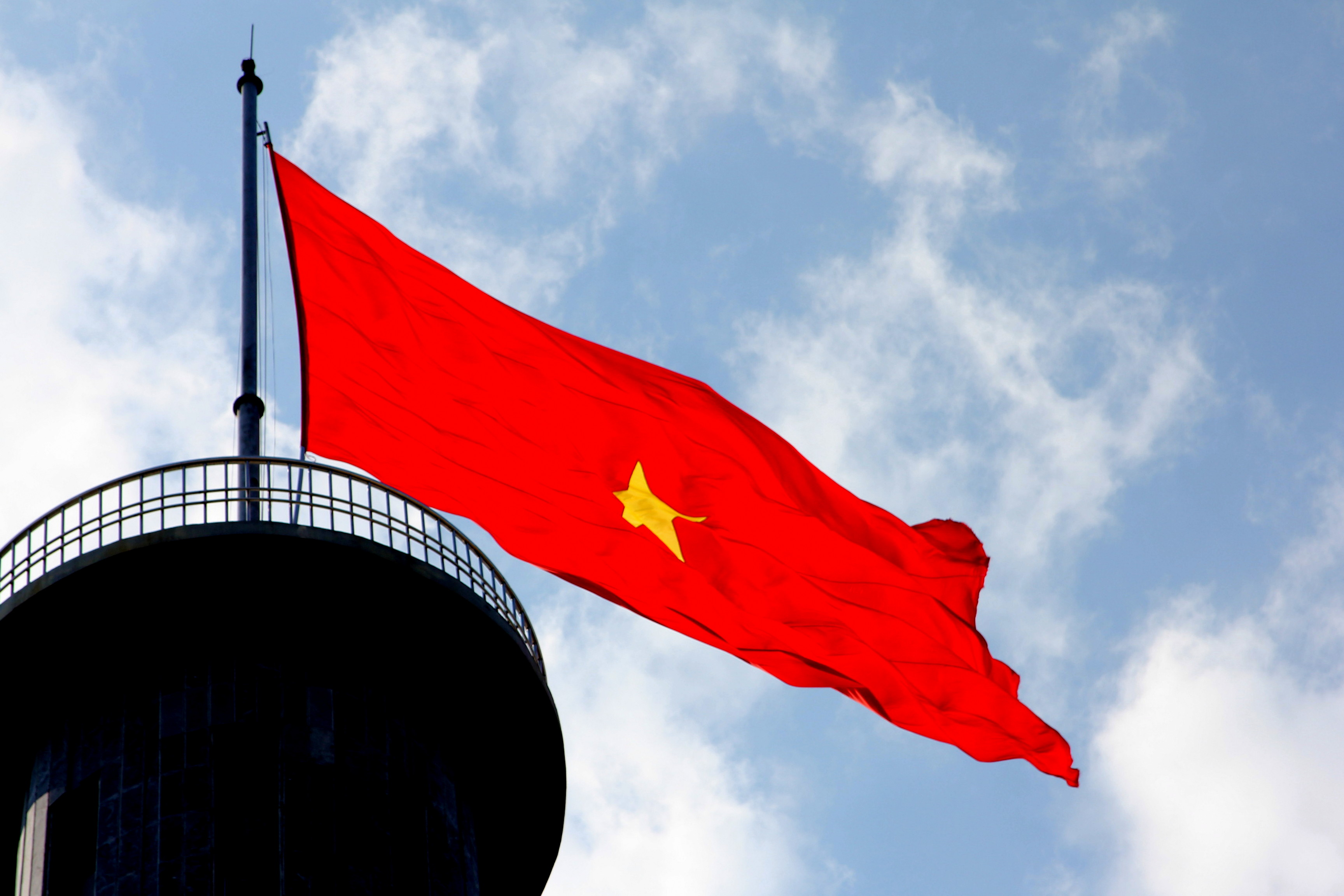
Quốc kỳ Việt Nam tung bay trên đỉnh Cột cờ Lũng Cú
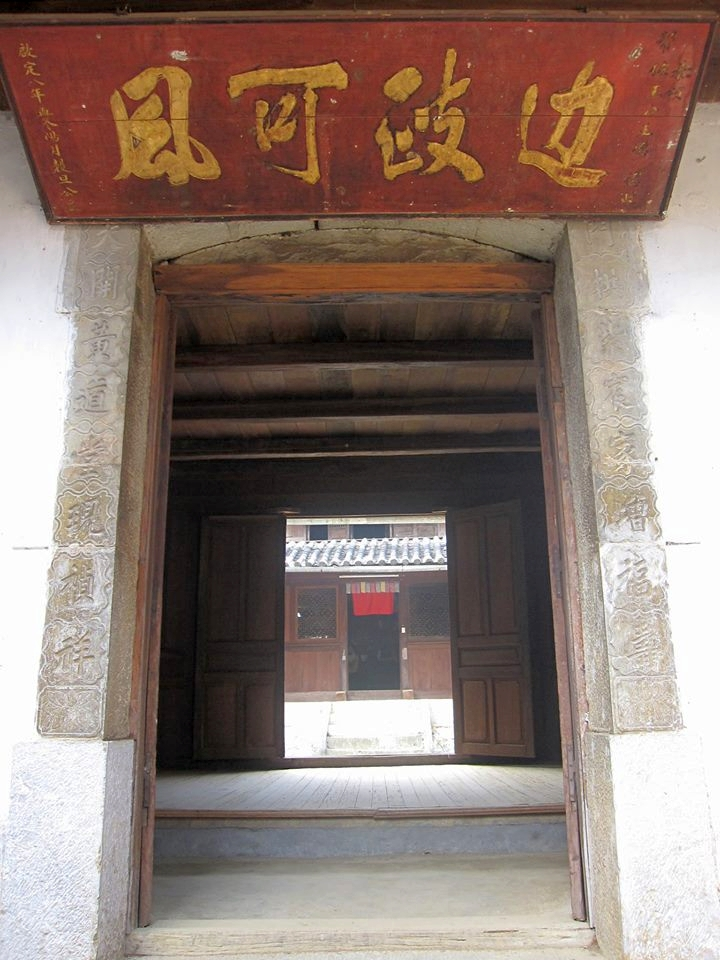
Bức hoành phi và cặp câu đối trong dinh thự họ Vương
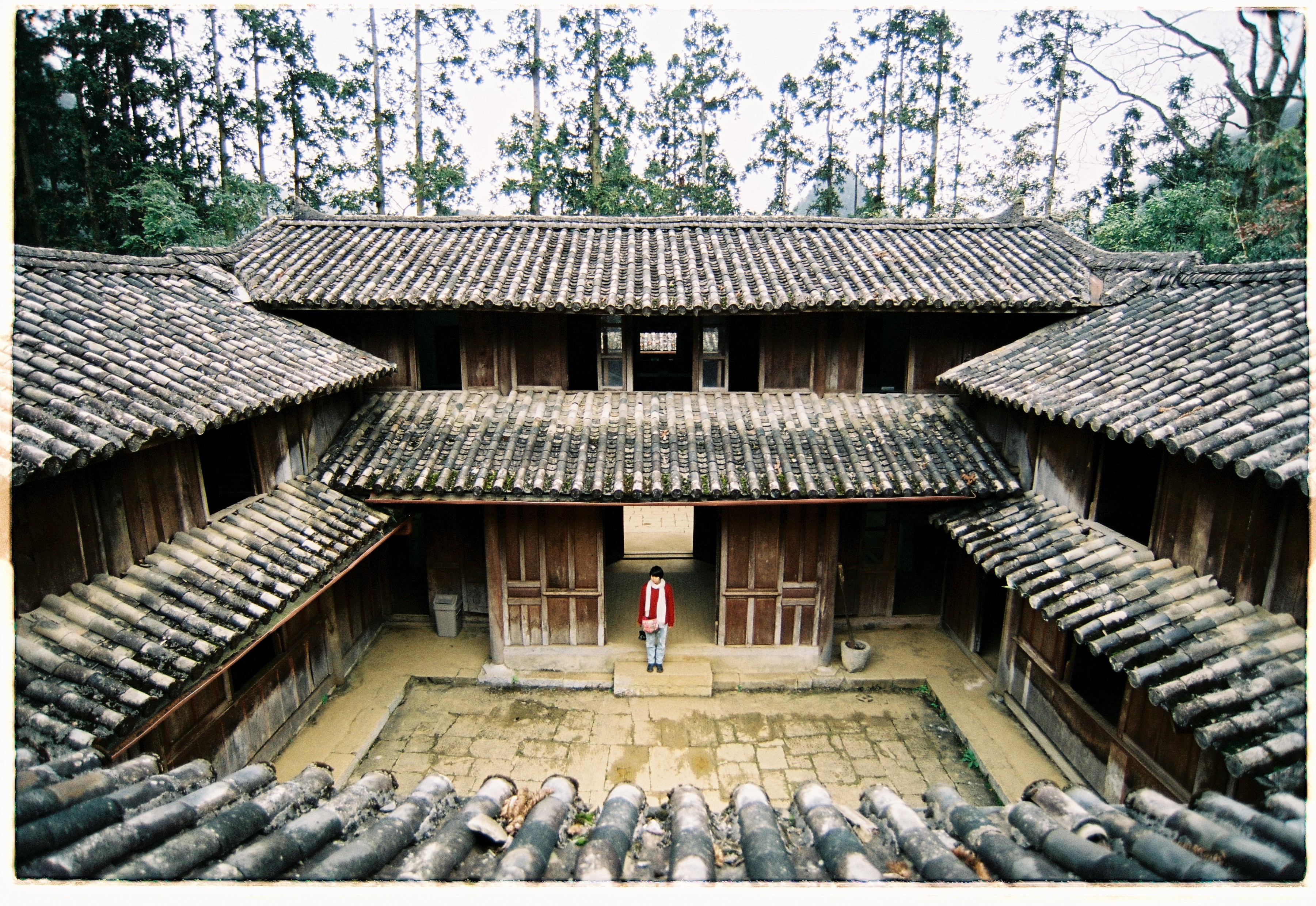
Khu vực Trung dinh
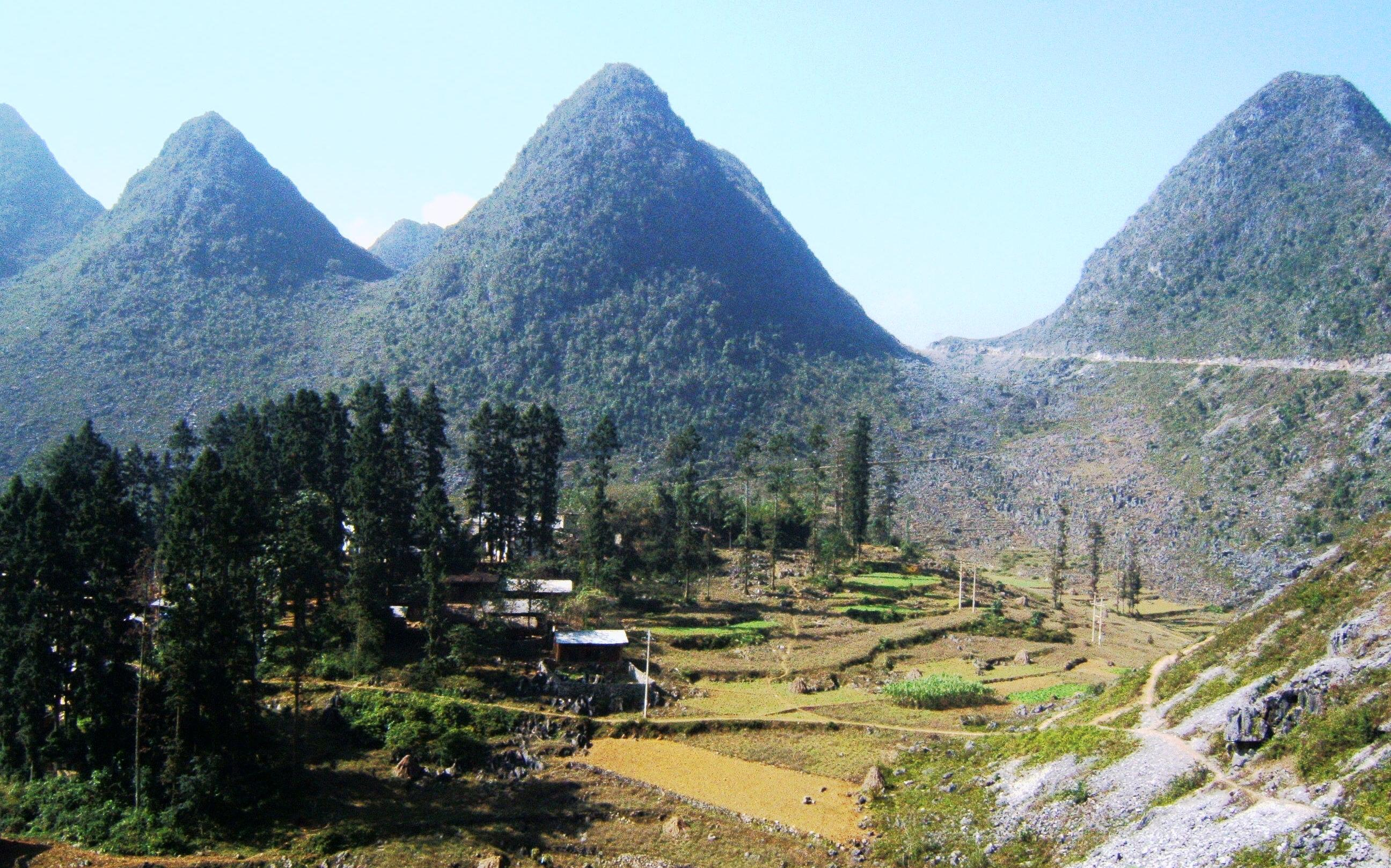
Khu Dinh thự họ Vương trên đồi Con Rùa.
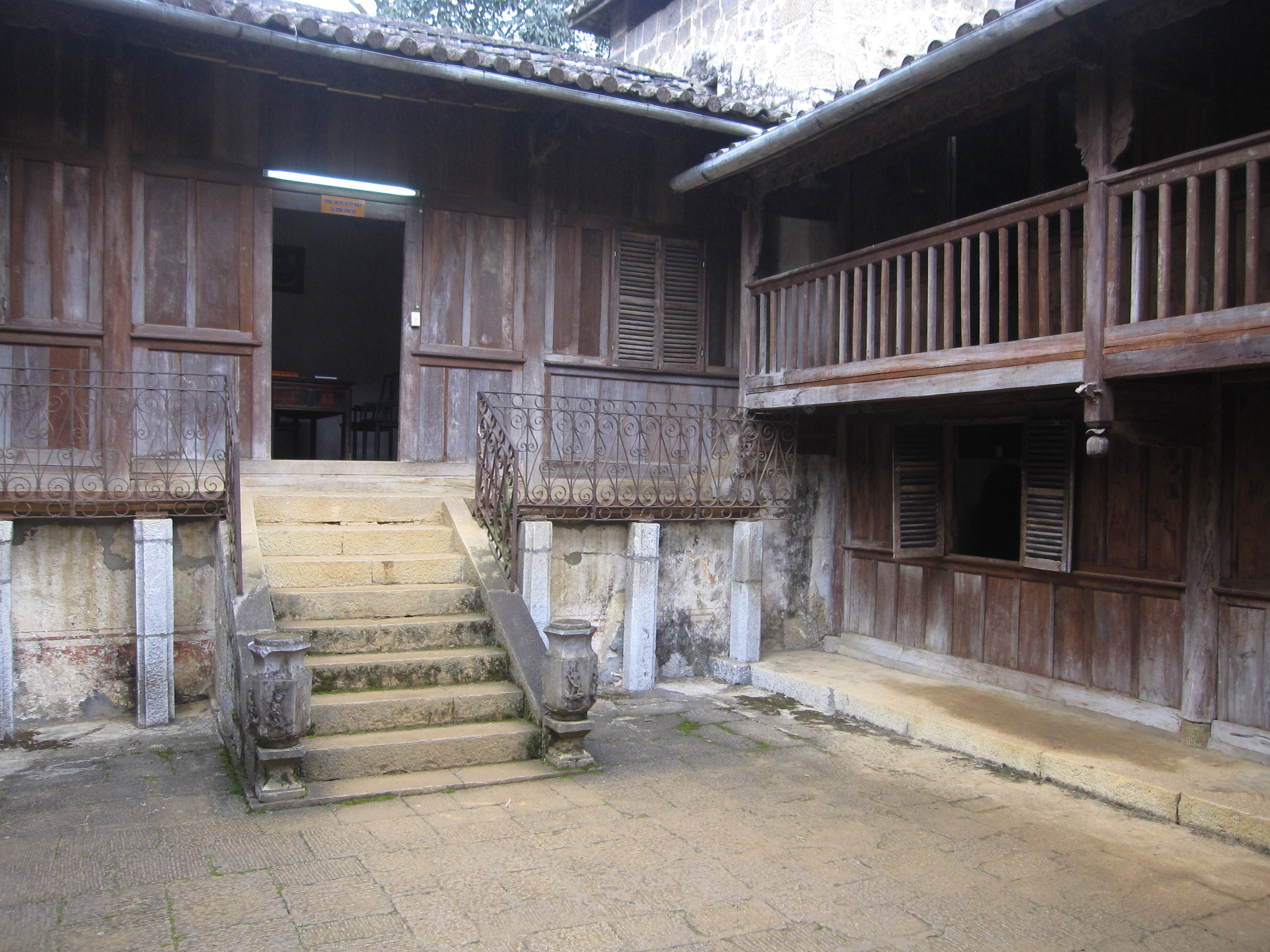
Khu vực Trung Cung
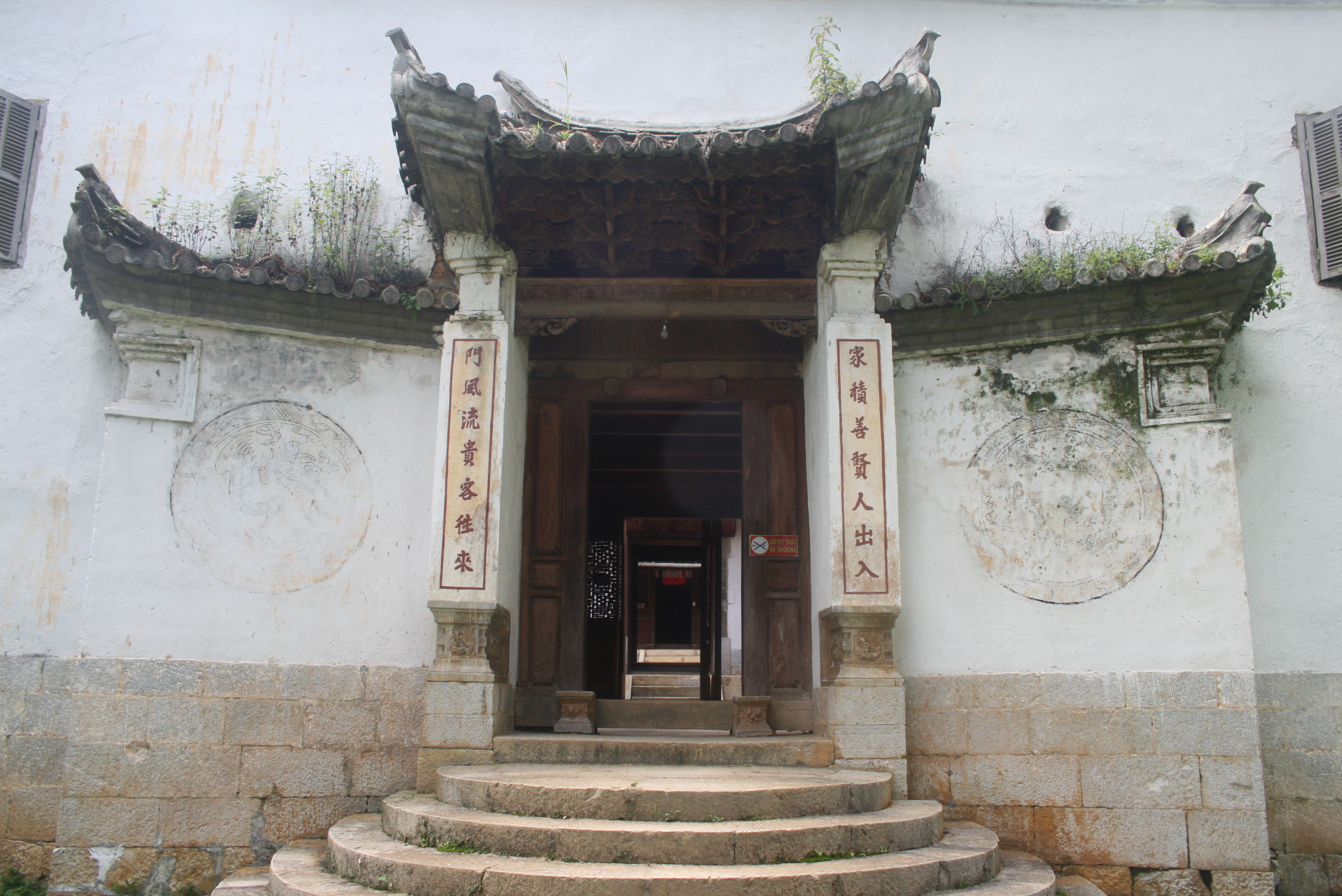
Cổng vào dinh thự, mái được đỡ bằng đấu củng
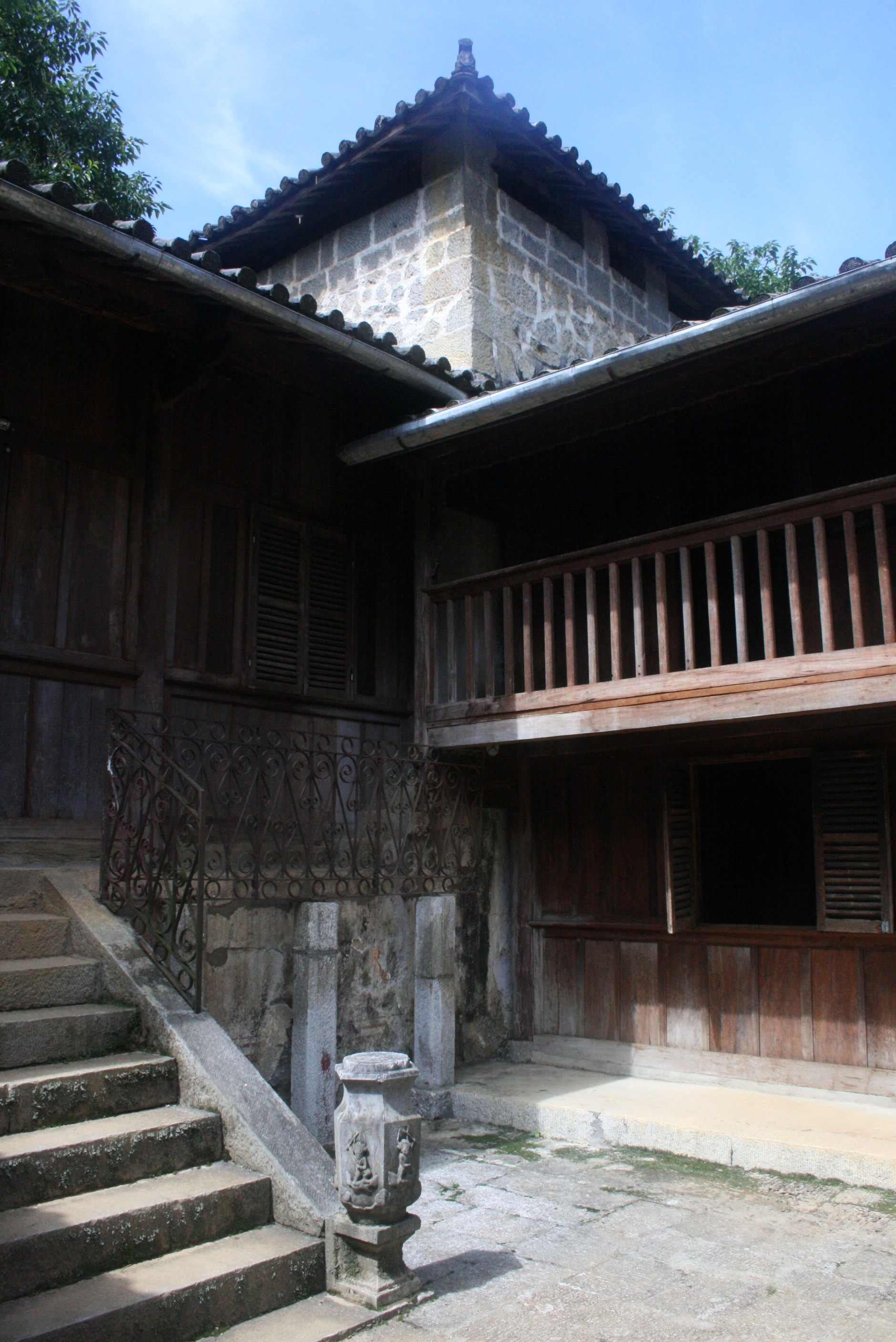
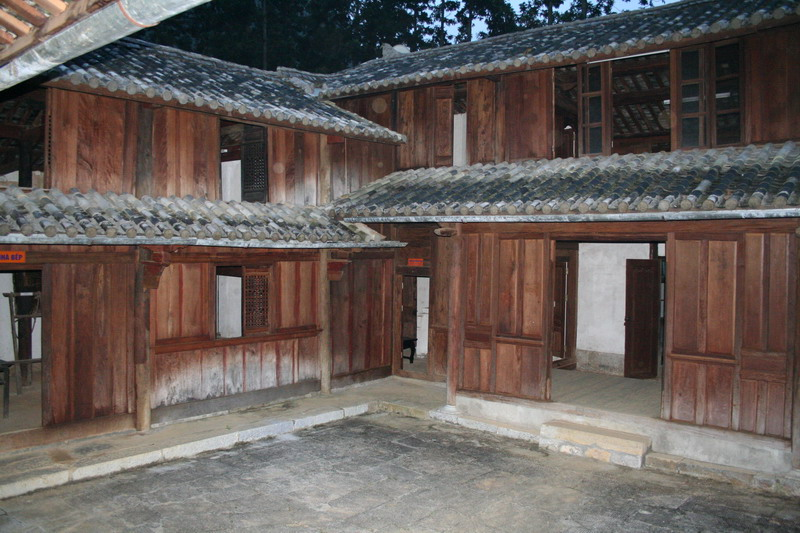
Bên trong Nhà Vương
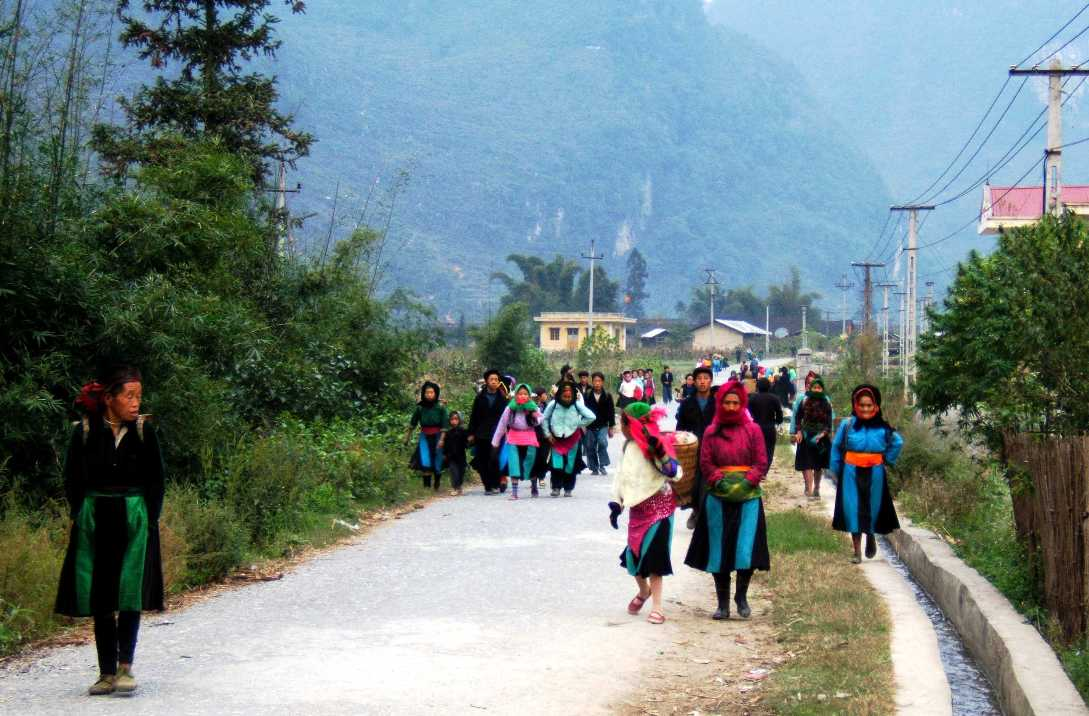
Đi chợ Phố Cáo.
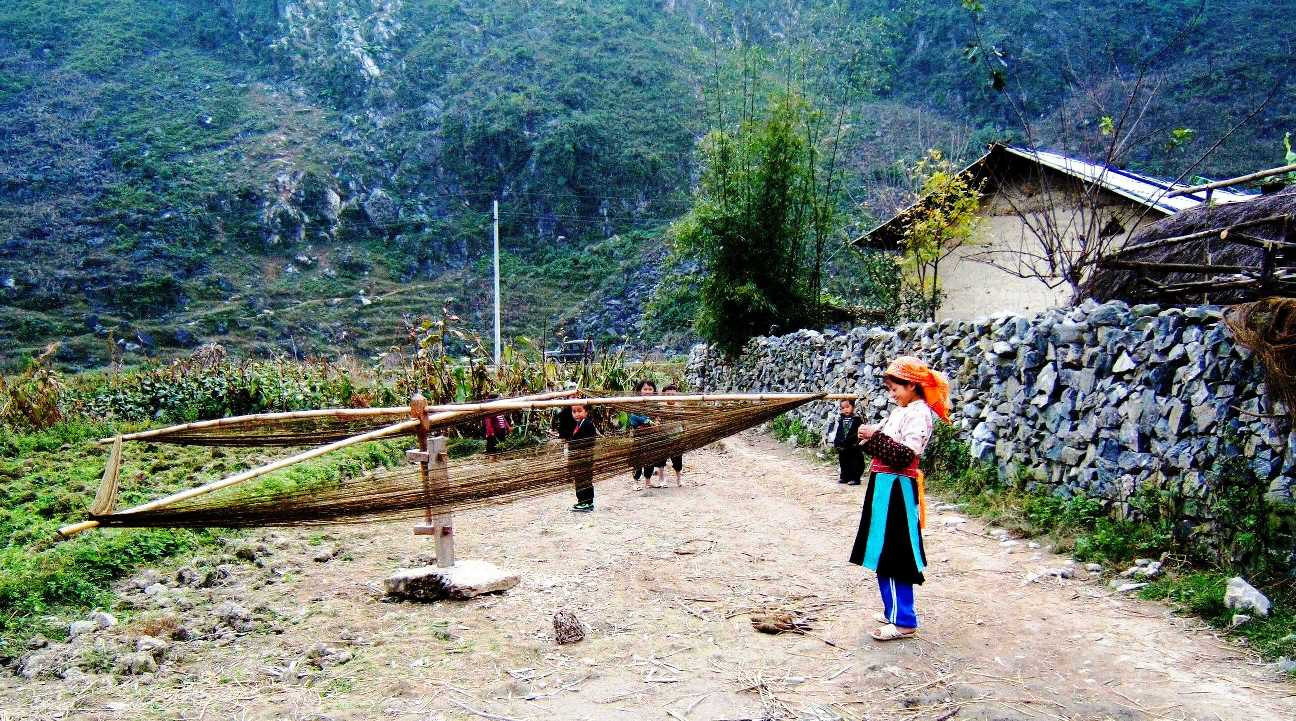
Thiếu nữ H'Mông 14 tuổi ở bản Trống Pả xe sợi chuẩn bị đồ cưới.
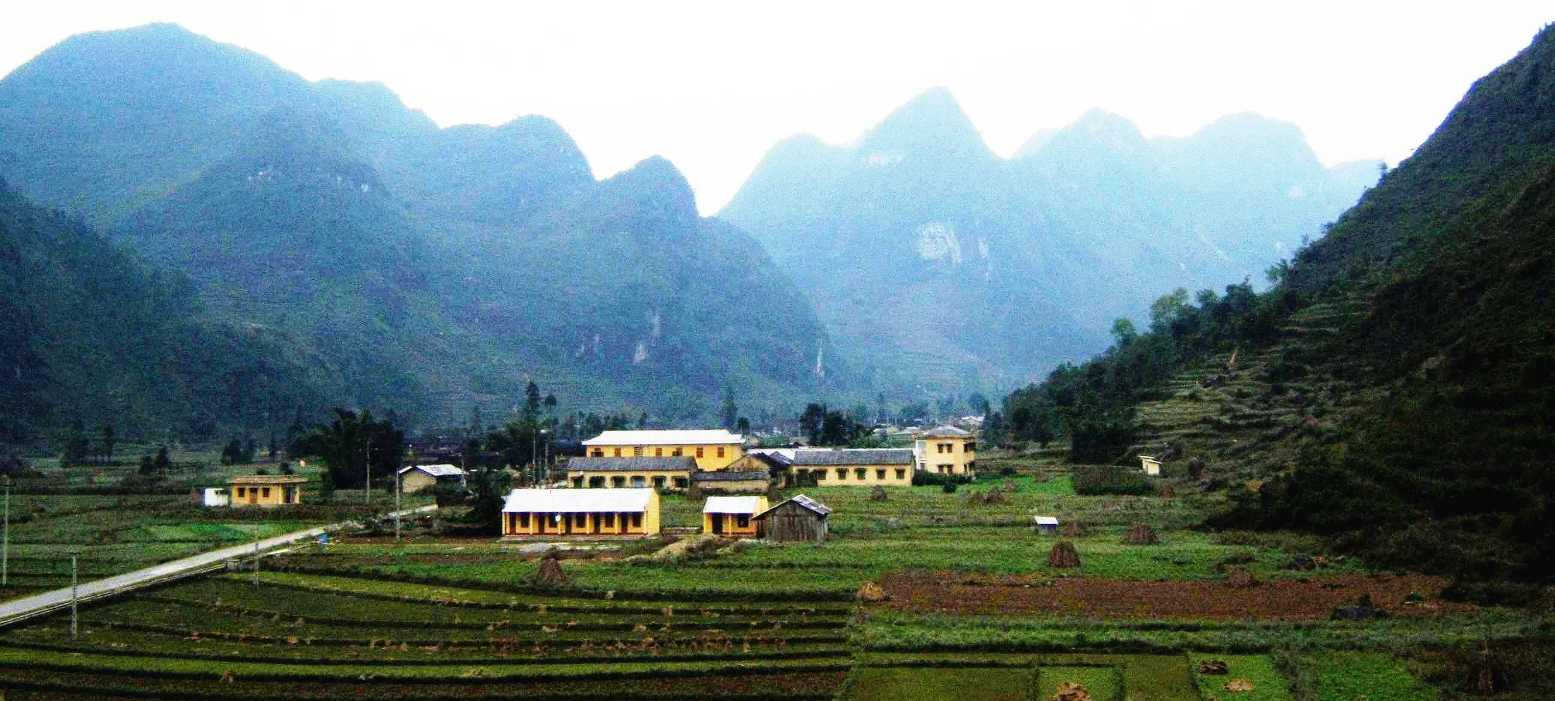
Trung tâm xã Phố Cáo
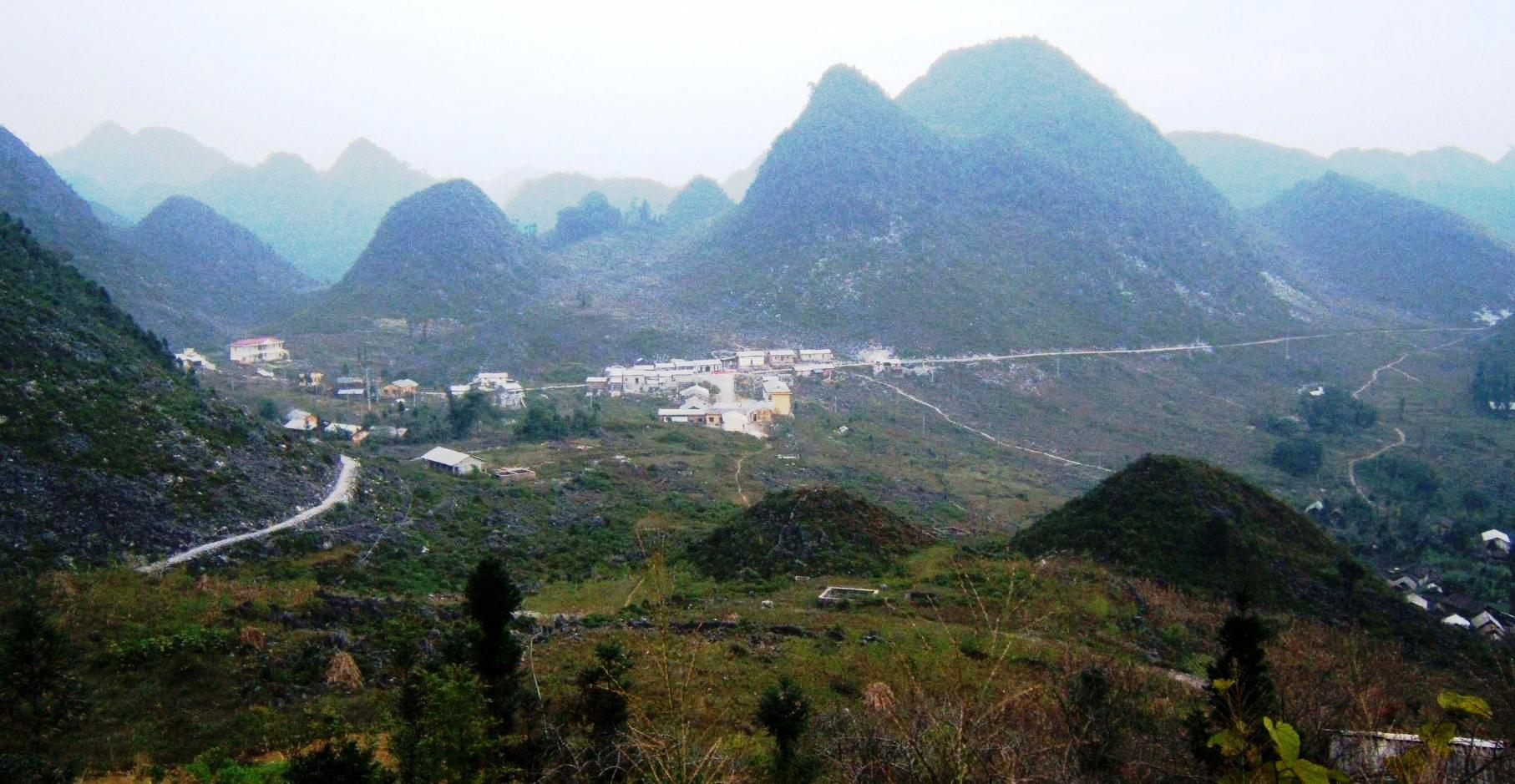
Trung tâm hành chính xã Sính Lủng
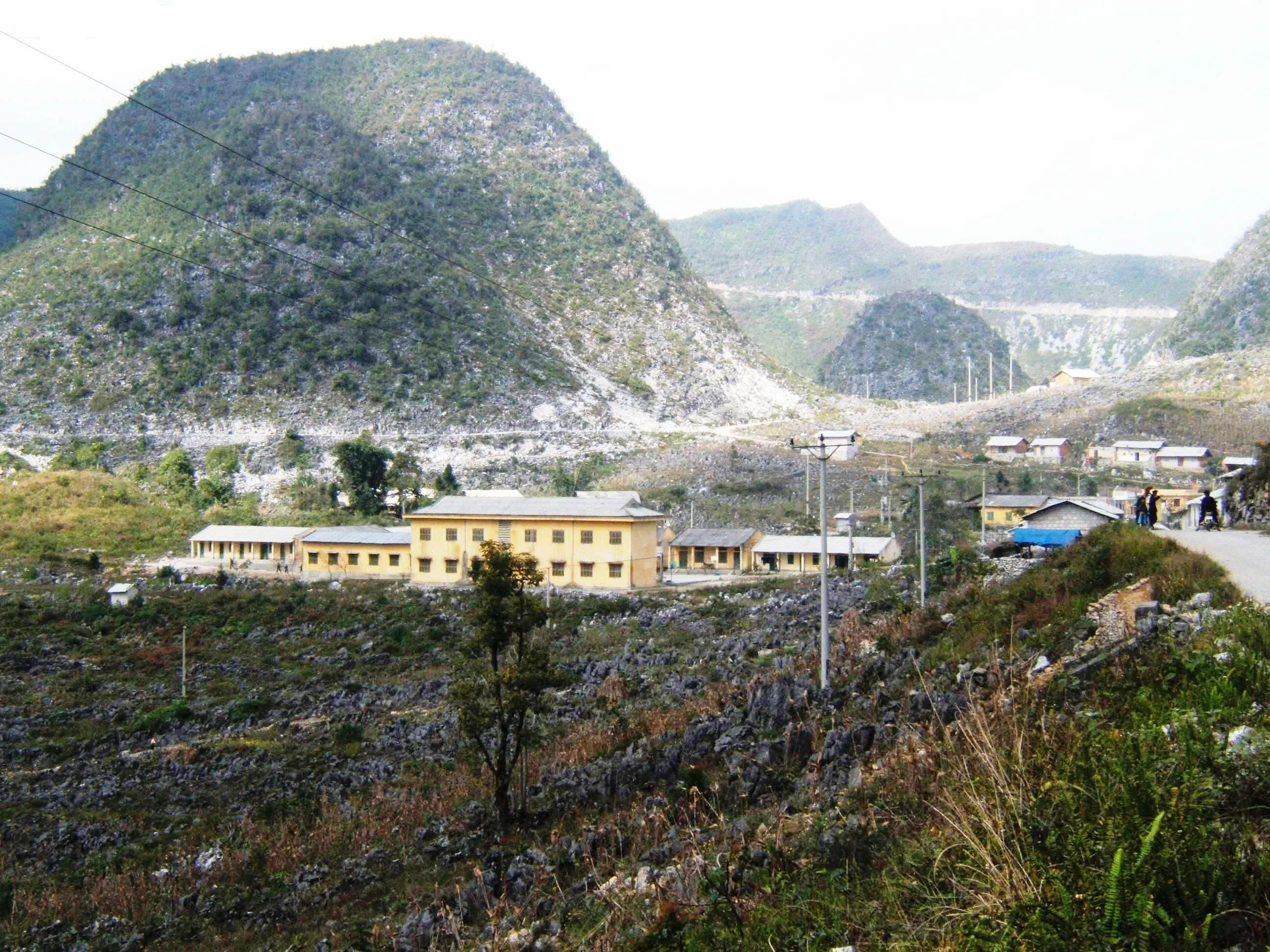
Trường Phổ thông cơ sở Sính Lủng
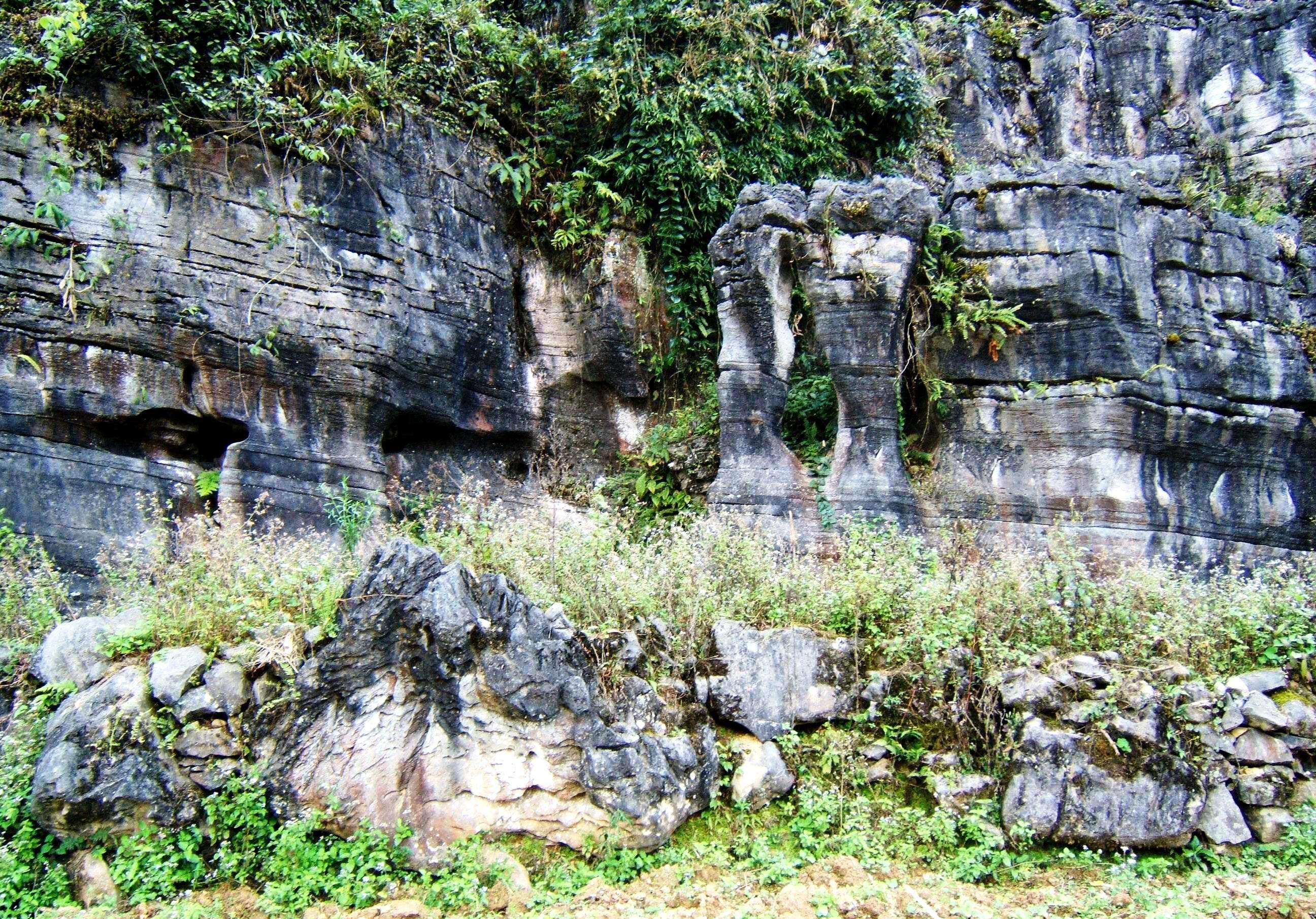
Xâm thực đá vôi ở hồ cổ tại Đồng Văn, Hà Giang
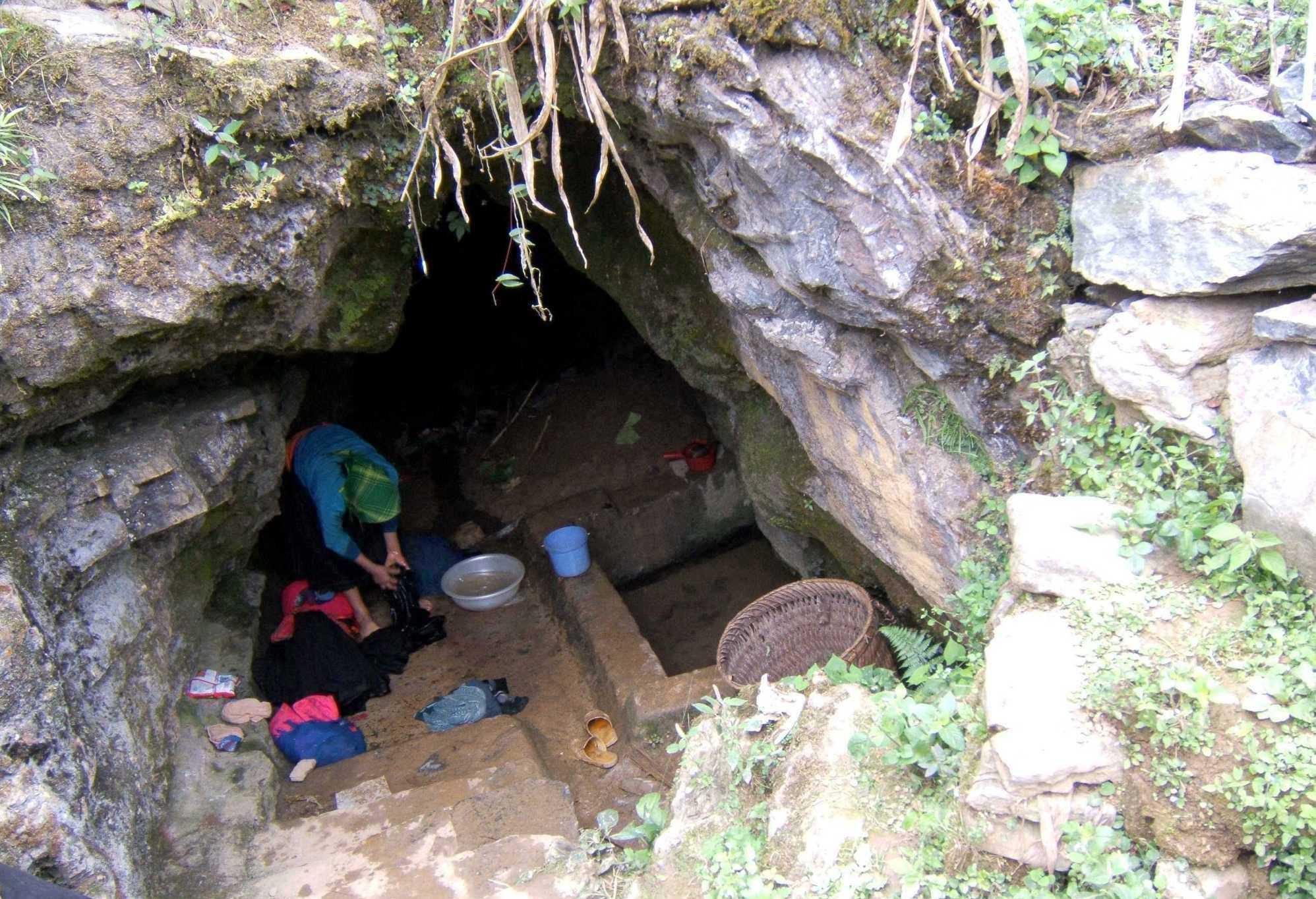
Hang karst nhỏ trong núi đá vôi và nguồn nước hiếm hoi cho mùa khô
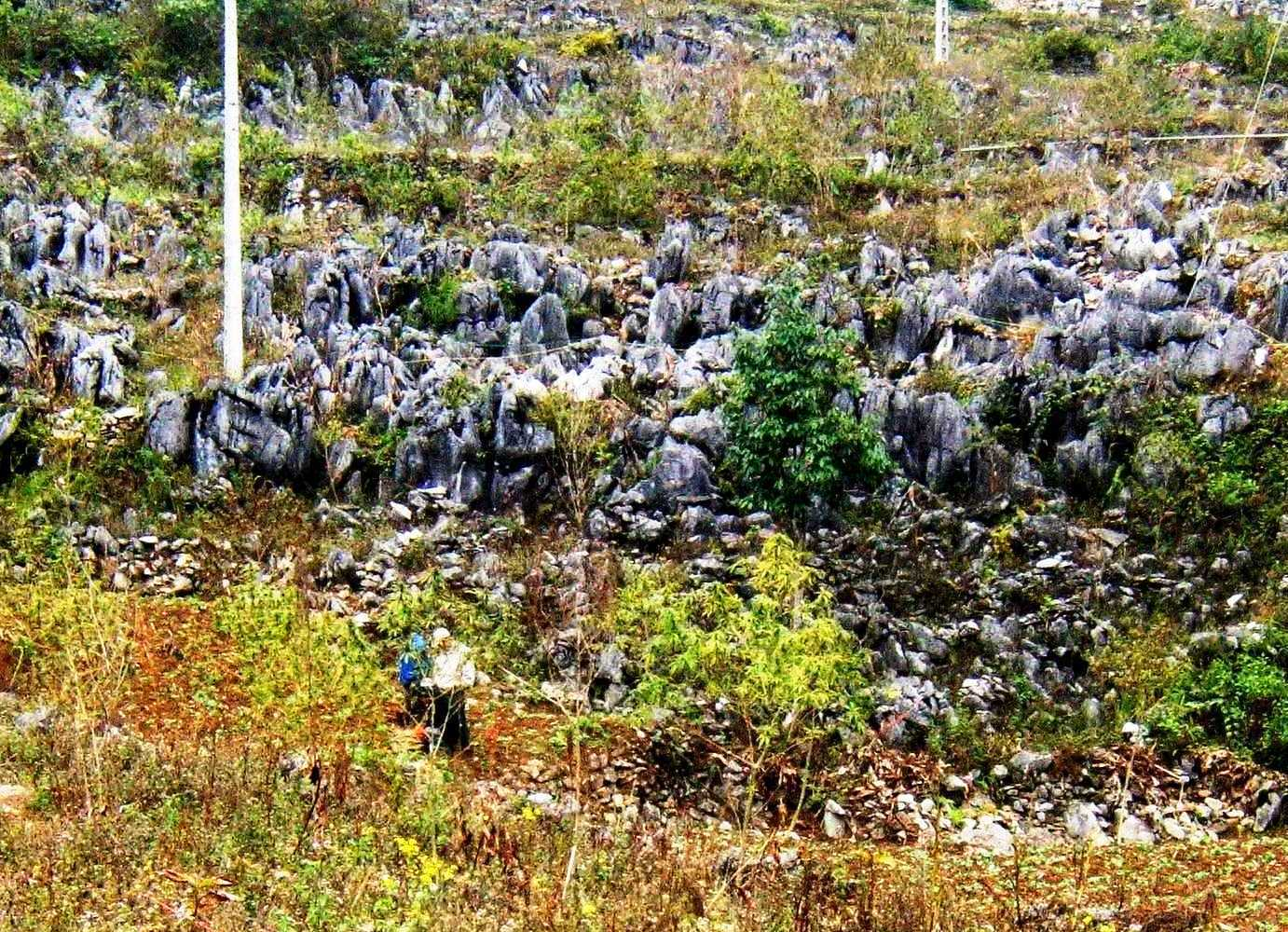
Đá tai mèo và hố sụt do karst trong đá vôi thuộc xã Sính Lủng